# Homburg

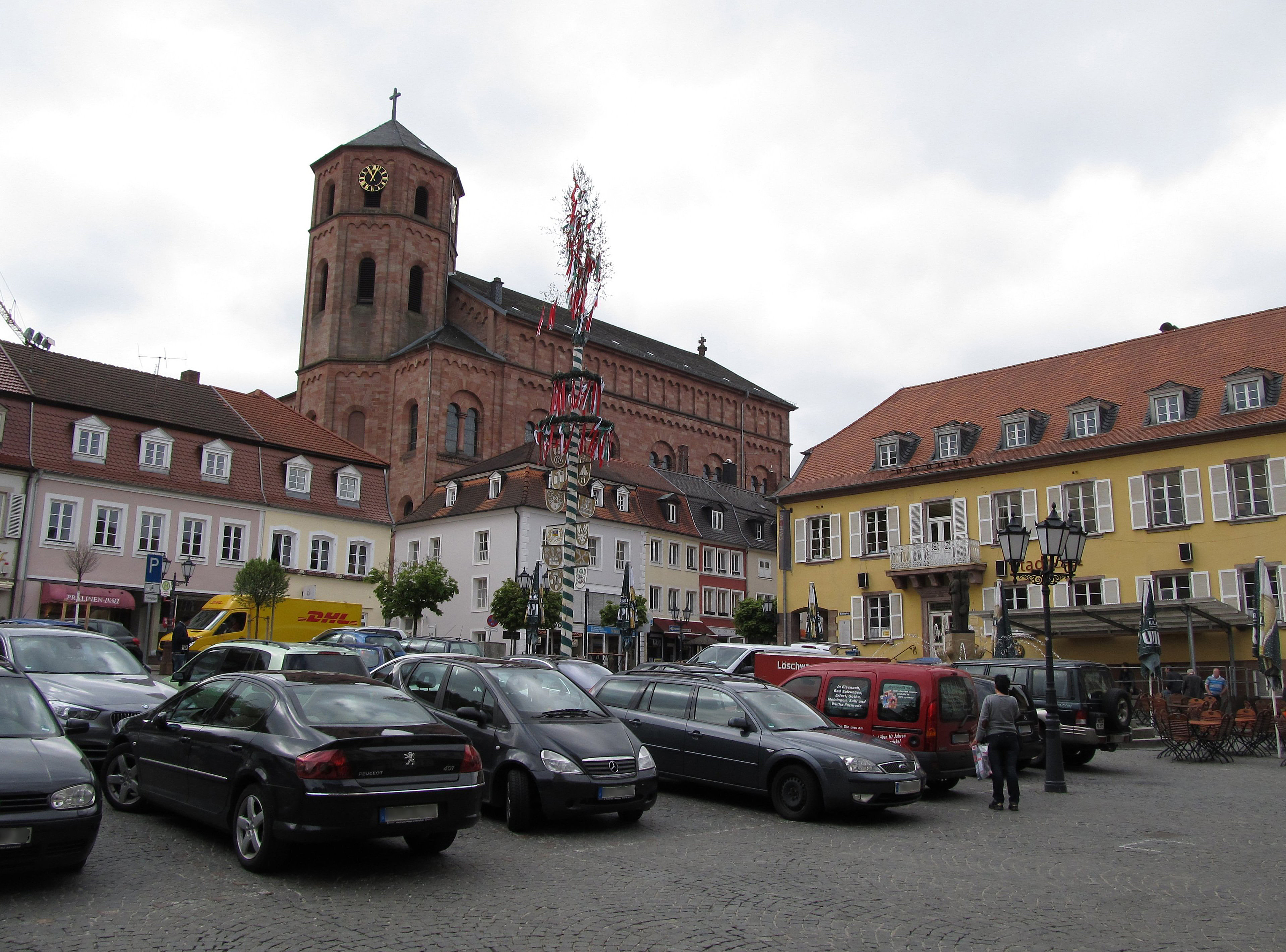
Der Marktplatz in der Homburger Altstadt

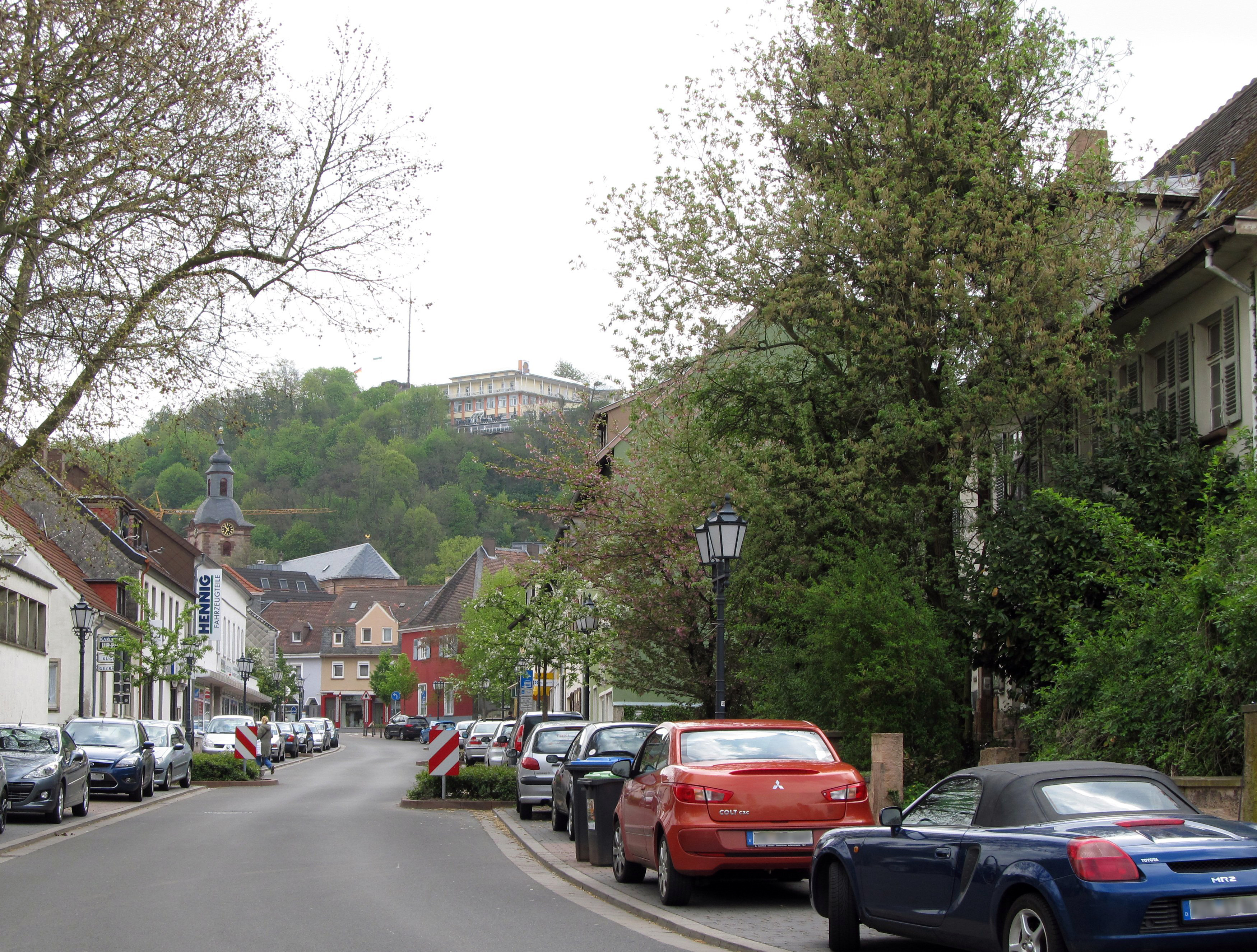
Blick im Teilabschnitt der Saarbrücker Straße in der Altstadt

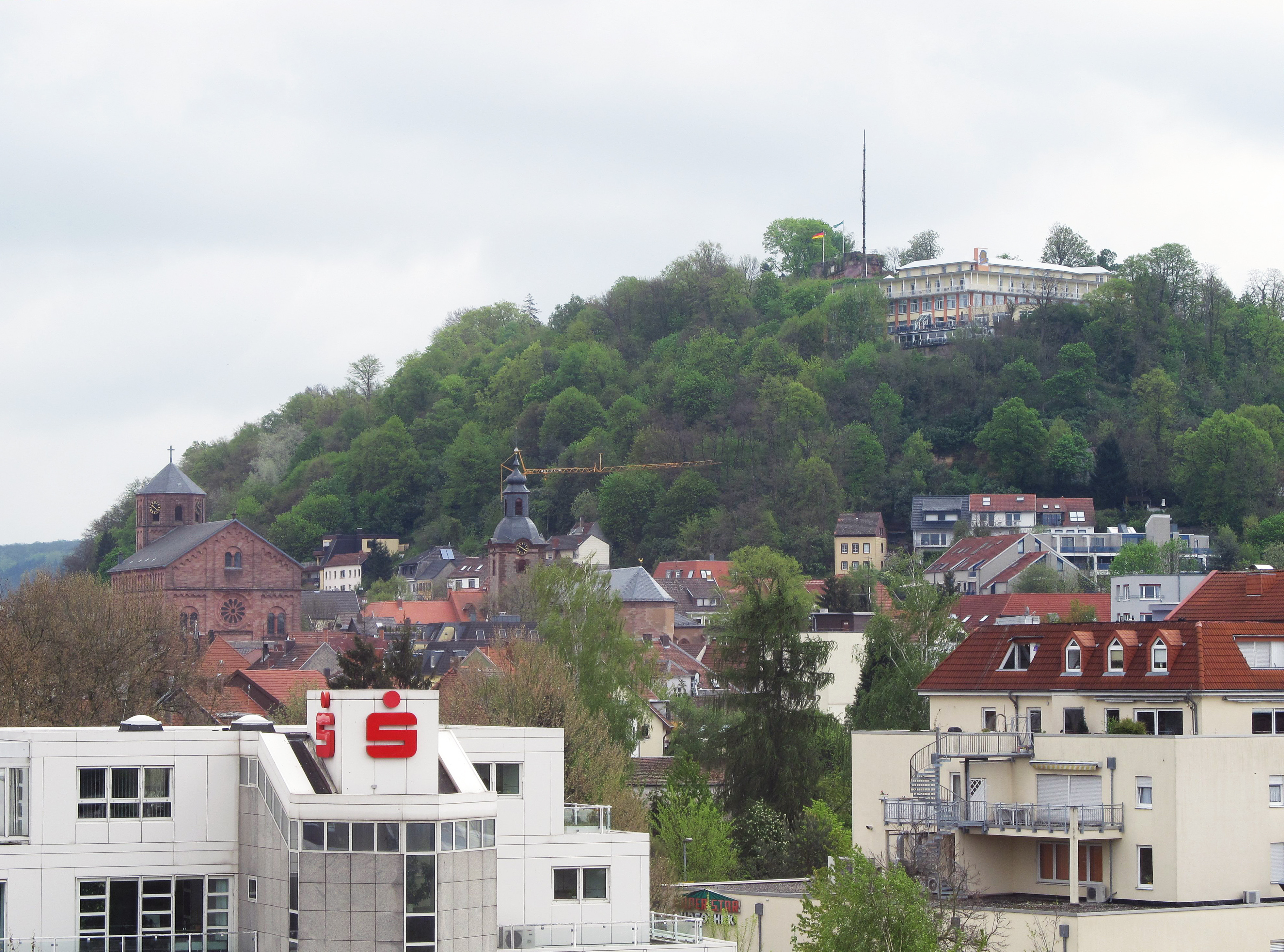
Blick vom Rathaus auf den Schlossberg

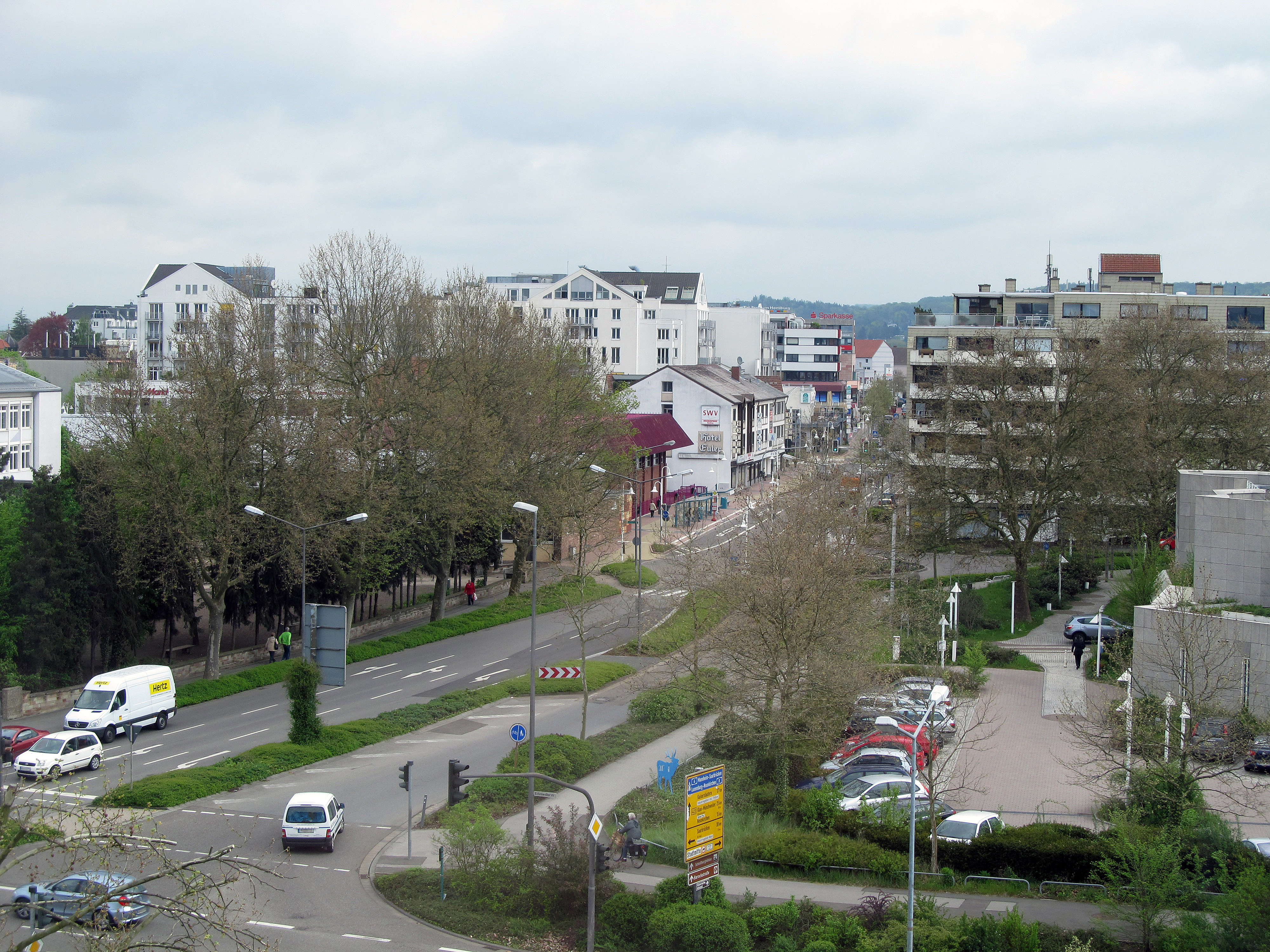
Blick vom Rathaus in die Talstraße

Homburg (im örtlichen Dialekt Humborch) ist die Kreisstadt des Saarpfalz-Kreises im Saarland. Die Universitätsstadt ist mit 43.382 Einwohnern (Stand: 31. Dezember 2024) die drittgrößte Stadt des Saarlandes.

## Geographie

### Lage
Das im Osten des Saarlandes gelegene Homburg grenzt an die Ausläufer des Pfälzerwaldes. Die westlichen Stadtteile Beeden, Schwarzenbach, Wörschweiler, Schwarzenacker, Einöd und Ingweiler liegen im bzw. am Tal der Blies. Der teilweise verwendete Namenszusatz „(Saar)“ (auch „/Saar“) ist ein Relikt aus der Zeit als es noch keine Postleitzahlen gab und kein offizieller Bestandteil des Stadtnamens. Er bedeutet nicht, dass Homburg an dem Fluss Saar läge, sondern ist eine Kurzbezeichnung für das Saargebiet und, ab 1935, für das Saarland. Bis zur Gründung des Saargebiets war die gebräuchliche Bezeichnung Homburg (Pfalz).
Die nordwestlichen Teile des Stadtgebiets liegen in der großen Westpfälzischen Moorniederung, die sich über 40 Kilometer von Schwarzenbach bis Kaiserslautern erstreckt. Der zentrale Teil Homburgs gehört zum Naturraum Homburger Becken, der nördliche Teil zum Jägersburger Moor – beides Untereinheiten der St. Ingbert-Kaiserslauterer Senke. Die oberhalb von ca. 260 m ü. NHN gelegenen östlichen Bereiche sind Teil der Sickinger Stufe, einer Untereinheit des Zweibrücker Westrichs. Der geographisch tiefste Punkt Homburgs mit 218 m ü. NHN befindet sich beim Abfluss der Blies aus dem Homburger Stadtgebiet bei Ingweiler. Die höchste Erhebung ist mit 382 m ü. NHN die Einöder Höhe zwischen Kirrberg und Einöd.

### Nachbargemeinden
Die Stadt grenzt an die Städte Bexbach und Blieskastel sowie an die Gemeinde Kirkel (alle im Saarland) sowie an die kreisfreie Stadt Zweibrücken, die Stadt Waldmohr (im Landkreis Kusel), die Gemeinde Bruchmühlbach-Miesau (im Landkreis Kaiserslautern) und an die Gemeinden des Landkreises Südwestpfalz, Bechhofen und Käshofen (alle in Rheinland-Pfalz).

### Stadtgliederung
Die Stadt Homburg besteht aus der Innenstadt von Homburg und neun Stadtteilen. Nach dem Alphabet sind das Beeden, Bruchhof-Sanddorf, Einöd, Erbach, Jägersburg, Kirrberg, Reiskirchen, Schwarzenbach und Wörschweiler.
Der Stadtteil Einöd teilt sich in Einöd, Ingweiler und Schwarzenacker. Der Stadtteil Jägersburg unterteilt sich in Jägersburg, Altbreitenfelderhof und Websweiler. Zu Erbach gehören die Ortsteile Lappentascherhof und Johannishof (umgangssprachlich Hinkelsbix). Zum Doppelort Bruchhof-Sanddorf gehört der Ortsteil Eichelscheid.
Die bis zur Gebiets- und Verwaltungsreform selbstständigen Gemeinden Einöd, Jägersburg, Kirrberg und Wörschweiler besitzen den Status von Gemeindebezirken mit eigenen Ortsvorstehern und Ortsräten, die dem Stadtrat allerdings nur beratend zur Seite stehen. In den Stadtteilen, die vor 1974 schon zu Homburg gehörten, gibt es Ortsvertrauensleute.
Einwohnerzahlen Stand 1. Oktober 2024:
| Stadtteil           | gehört zu     | Einwohner |
| ------------------- | ------------- | --------- |
| Altbreitenfelderhof | Jägersburg    | 118       |
| Beeden              | Homburg-Mitte | 2.701     |
| Bruchhof            | Homburg-Mitte | 1.867     |
| Einöd               | Einöd         | 2.805     |
| Erbach              | Homburg-Mitte | 12.382    |
| Homburg             | Homburg-Mitte | 12.289    |
| Ingweiler           | Einöd         | 156       |
| Jägersburg          | Jägersburg    | 2.740     |
| Kirrberg            | Kirrberg      | 2.562     |
| Lappentascher Hof   | Homburg-Mitte | 188       |
| Reiskirchen         | Homburg-Mitte | 1.300     |
| Sanddorf            | Homburg-Mitte | 1.148     |
| Schwarzenacker      | Einöd         | 610       |
| Schwarzenbach       | Homburg-Mitte | 1.970     |
| Websweiler          | Jägersburg    | 253       |
| Wörschweiler        | Wörschweiler  | 263       |
| Gesamt              |               | 43.352    |

### Klima

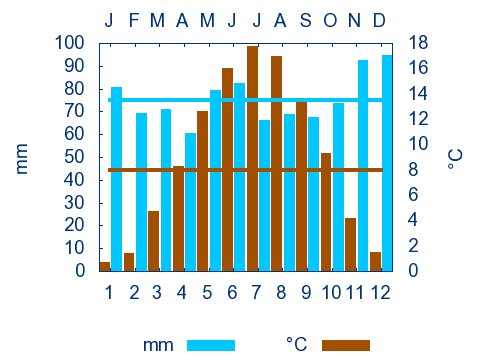
Homburger Klimadiagramm

Die Jahresmitteltemperatur betrug im Zeitraum von 1991 bis 2020 durchschnittlich 10,0 °C. Der Jahresniederschlag betrug im gleichen Zeitraum durchschnittlich 797 mm und liegt damit im oberen Viertel der von den Messstellen des Deutschen Wetterdienstes erfassten Werte. Der trockenste Monat ist der April mit 44 mm; am meisten regnet es im Dezember (95 mm). Im niederschlagreichsten Monat fällt ca. 2,2mal mehr Regen als im trockensten Monat.

## Geschichte

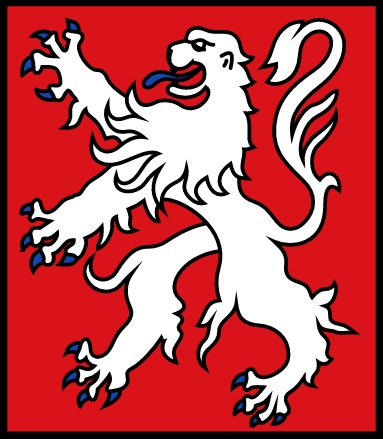
Homburger Löwe – das Wappentier der Grafen von Homburg

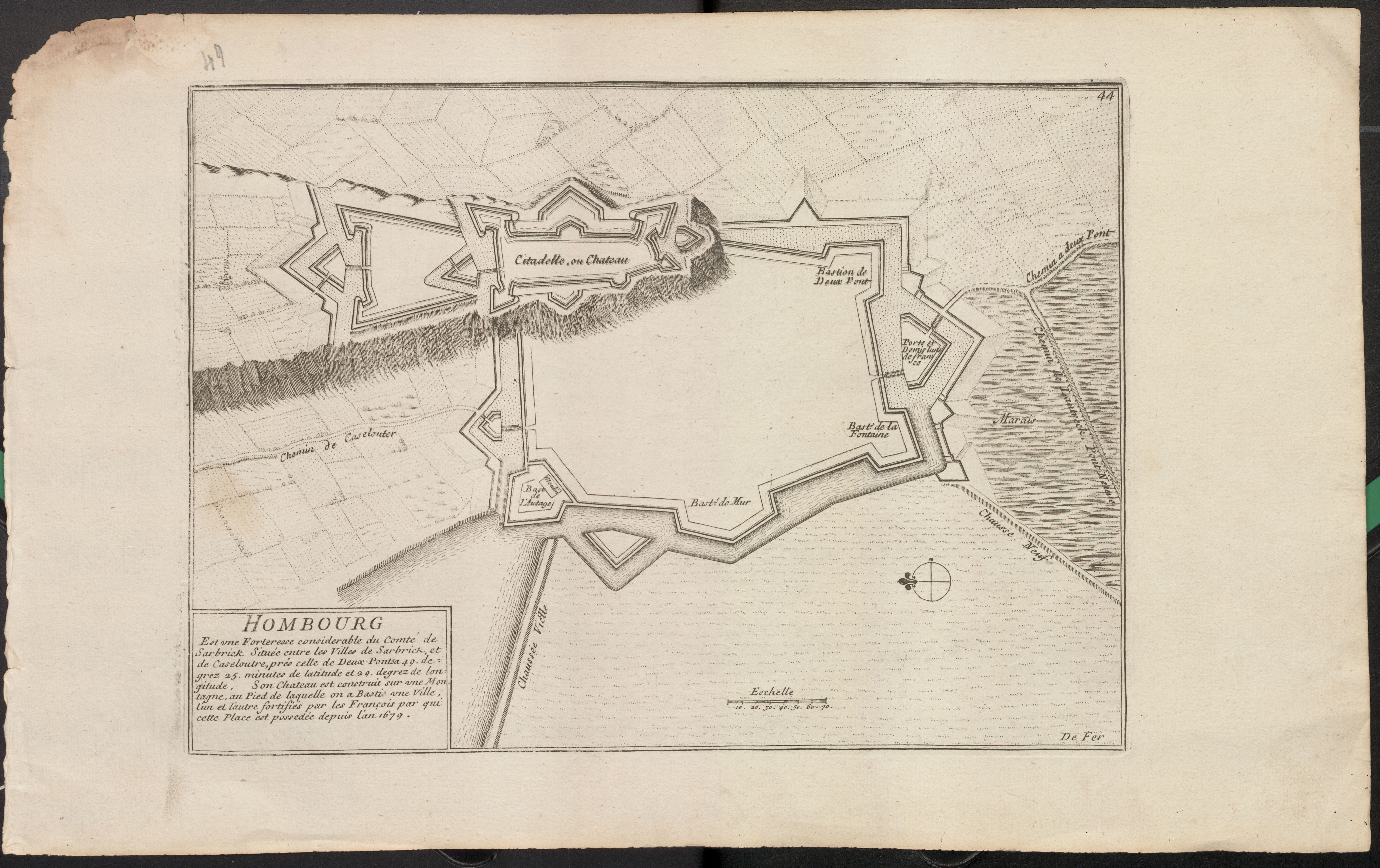
Zitadelle Homburg 1700

Erste Siedlungen gab es bereits zur Römerzeit im heutigen Ortsteil Schwarzenacker als wichtige Station an zwei sich kreuzenden Fernstraßen (Metz – Mainz und Trier – Straßburg). An gleicher Stelle befand sich auch eine Siedlung, die möglicherweise von den Mediomatrikern gegründet wurde, was nach Münzfunden am Donnersberg heute umstritten ist, die eine Gründung durch die Leuker nahelegen.
Die Hohenburg war im 12. Jahrhundert Sitz der Grafen von Homburg. Sie erhielten 1330 von Kaiser Ludwig dem Bayern für ihre Stadt am Fuße des Schlossbergs die Stadtrechte. Nach dem Tod des letzten Grafen Johann von Homburg im Jahre 1449 fielen Burg und Stadt an die Grafen von Nassau-Saarbrücken. Diese bauten in der zweiten Hälfte des 16. Jahrhunderts die Burg in ein Renaissanceschloss um. Bei der Teilung 1629 wurde das Amt Homburg zum Kondominium der Linien Nassau-Saarbrücken, Nassau-Idstein, Nassau-Weilburg und Nassau-Kirchheim.
Während des Dreißigjährigen Krieges eroberten kaiserliche Truppen Homburg und überließen es 1641 den Truppen Herzog Karls IV. von Lothringen. Dessen Soldaten blieben über den Westfälischen Frieden hinaus, in dem Lothringen nicht eingeschlossen war. Der von Frankreich aus seinem Herzogtum vertriebene und von seinen spanischen Verbündeten von 1654 bis 1659 gefangengehaltene Karl ließ Homburg erst am 2. August 1671 an eine kurtrierische Besatzung übergeben.
In der Reunionszeit ließ der französische König Ludwig XIV. durch seinen Festungsbaumeister Vauban Schloss und Stadt in den Jahren 1679 bis 1692 zu einer starken Festung ausbauen. Die Grundstruktur der Altstadt stammt aus dieser Zeit. Die Festungsanlagen wurden nach dem Frieden von Rijswijk, 1697, und nach einem Wiederaufbau ab 1705 im Jahr 1714 infolge des Friede von Baden endgültig geschleift. Ab 1981 wurden die eindrucksvollen Ruinen auf dem Schlossberg freigelegt und restauriert. Sie sind heute eine Sehenswürdigkeit auf der Barockstraße SaarPfalz.
1755 wurde das nassauische Kondominium beendet und Homburg kam durch einen Gebietstausch zum Herzogtum Pfalz-Zweibrücken. Zwischen 1778 und 1788 ließ Herzog Karl II. August von Pfalz-Zweibrücken auf dem Buchenberg (dem heutigen Karlsberg) bei Homburg Schloss Karlsberg (historische Schreibweise Carlsberg) errichten. Im Jahr 1779 verlegte er seine Residenz auf den Karlsberg. Am 28. Juli 1793 wurde dieses Schloss von französischen Revolutionstruppen zerstört.
In der Folge wurde Homburg als Teil des Linken Rheinufers von französischen Truppen besetzt. Im Frieden von Campo Formio (1797) hatte Kaiser Franz II. in einem Geheimvertrag den Rhein als zukünftige Grenze zwischen Frankreich und dem Deutschen Reich vorläufig anerkannt. Die völkerrechtliche Abtretung erfolgte im Frieden von Lunéville (1801). Unabhängig davon wurde das Gebiet von Frankreich annektiert und 1798 verwaltungsmäßig in den französischen Staat eingegliedert.

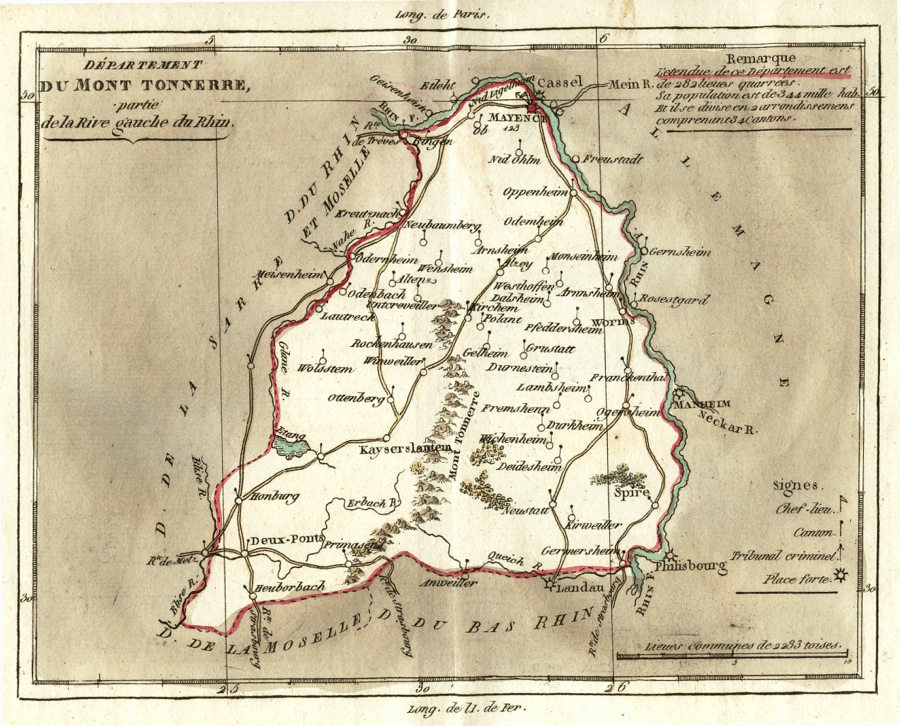
Das Departement Donnersberg. Homburg ist unten links auf der Karte.

Nach der nach französischem Vorbild reorganisierten Gebietseinteilung wurde Homburg Hauptort des gleichnamigen Kantons im Arrondissement (Unterpräfektur) Zweibrücken des Departements Donnersberg (Département du Mont-Tonnerre).
Nach dem Sieg der Alliierten über Napoleon im Januar 1814 wurde Homburg zunächst für mehrere Monate vom Generalgouvernement Mittelrhein provisorisch verwaltet. Ab dem 16. Juni 1814 erfolgte die Verwaltung durch die Gemeinschaftliche Landes-Administrations-Kommission, einer provisorischen Verwaltungsbehörde des Kaisertums Österreich und des Königreichs Bayern. Gemäß Artikel 51 des Hauptvertrages, der am 9. Juni 1815 auf dem Wiener Kongress geschlossen wurde, sollte die Pfalz und damit Homburg an Österreich fallen. Jedoch wurde am 14. April 1816 zwischen Österreich und Bayern ein Staatsvertrag geschlossen, in dem ein Austausch verschiedener Staatsgebiete vereinbart wurde. So fiel Homburg zum 1. Mai 1816 an den Rheinkreis unter dem bayerischen König Maximilian I. Joseph, dem jüngeren Bruder des Herzogs Karl II. August.

Die Verwaltungsgliederung der Pfalz 1818-1862. Das Landkommissariat Homburg ist hier gelb markiert.

Nach der Untergliederung der Bezirke in Landkommissariate (1818) wurde Homburg zur Hauptstadt des gleichnamigen Landkommissariats.
Da die Kantone von der französischen Gebietseinteilung in der Pfalz bis 1852 blieben, war Homburg weiterhin Kantonstadt vom Kanton Homburg.
Ende 1831 verlegte der Journalist und Herausgeber der liberal-demokratischen Zeitung Deutsche Tribüne Johann Georg August Wirth (1798–1848) auf Einladung des ehemaligen Homburger Landkommissärs Philipp Jakob Siebenpfeiffer (1789–1845) seine Wirkungsstätte von München nach Homburg, da dort ein freierer Geist herrschte. Die Region rund um Homburg und dem benachbarten Zweibrücken konnte sich nach dem Wiener Kongress zu einem Zentrum der demokratischen Bewegung entwickeln, da das Königreich Bayern dem Rheinkreis seine durch die Französische Revolution von 1789 eingeführten Freiheitsrechte beließ, um so u. a. auch von den für den Staat vorteilhaften Steuergesetzen zu profitieren.
Wirth und Siebenpfeiffer waren die Initiatoren des Hambacher Festes; daran erinnert in Homburg seit 1992 der „Freiheitsbrunnen“.

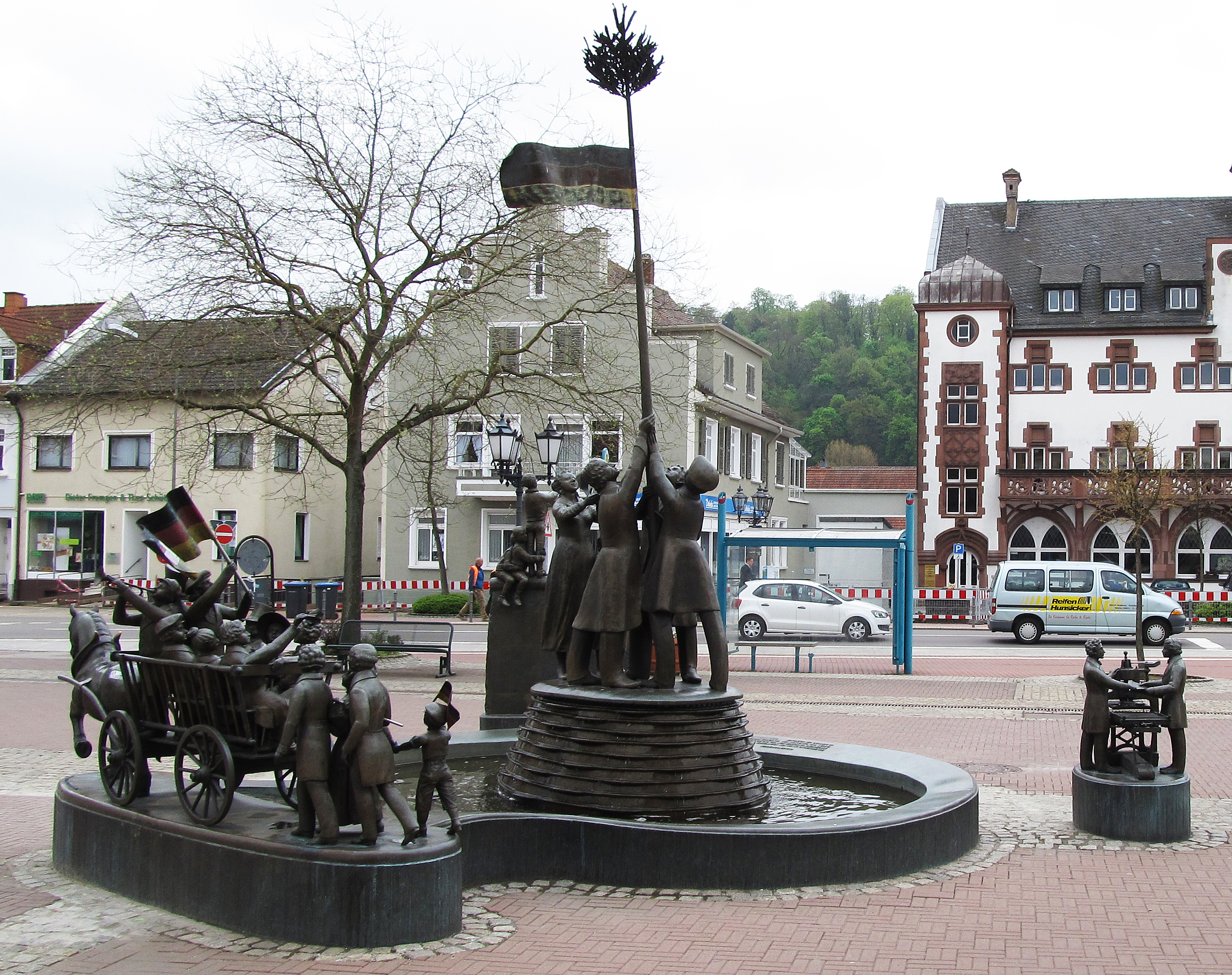
Der Freiheitsbrunnen erinnert an das Hambacher Fest 1832 und dessen Initiatoren Johann Georg August Wirth und Philipp Jakob Siebenpfeiffer, die in Homburg wirkten.

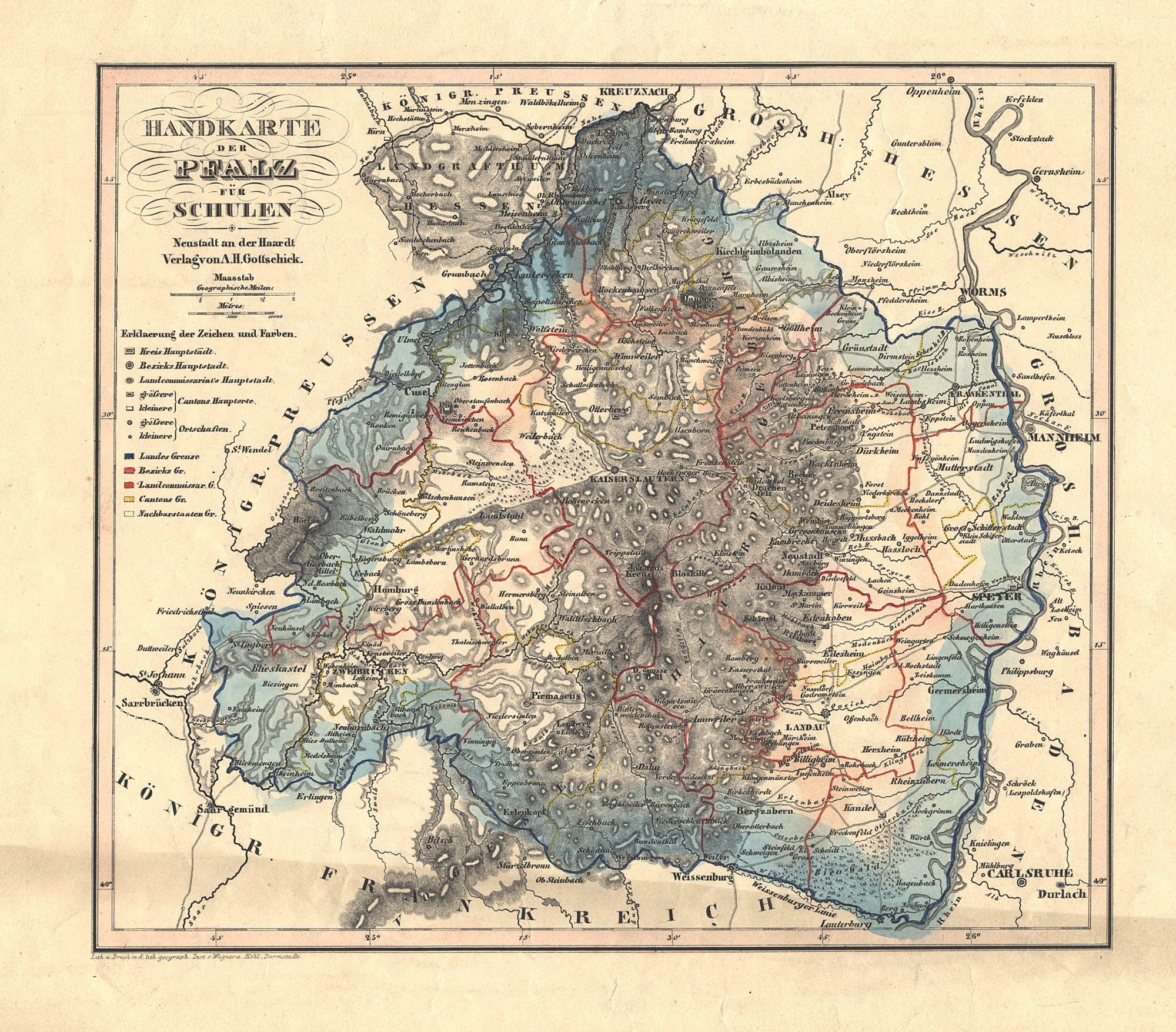
Die Pfalz im Jahr 1844. Homburg ist unten links auf der Karte. Die Verwaltungsgliederung ist auch erkennbar.

1849 wurde die Eisenbahnlinie Ludwigshafen-Homburg (1848)-Bexbach (Ludwigsbahn) fertiggestellt.
Durch die territorialen Bestimmungen des Versailler Vertrages (1919) gehörte Homburg von 1920 bis 1935 zum Saargebiet, das mit einem Mandat des Völkerbundes für 15 Jahre unter französische Verwaltung gestellt wurde. Nach der Saarabstimmung 1935 wurde Homburg Teil des Deutschen Reiches.
Im Zweiten Weltkrieg erlitt Homburg 1944/45 schwere Schäden durch Fliegerangriffe.
In Homburg arbeitete im März 1945 noch eine der wenigen Raffinerien zur Herstellung von synthetischen Treibstoffen; außerdem waren rund um Anlagen des Westwalls relativ viele deutsche Truppen. Die Westalliierten kämpften sich voran, um zum Rhein vorzustoßen.
Am 14. März 1945 flogen Royal Air Force (RAF) und United States Army Air Forces (USAAF) den schwersten Luftangriff auf Homburg. Dabei starben 220 Menschen. Die Schlossberghöhlen dienten als Luftschutzbunker. Am 20. März 1945 rückte die US-Armee von Limbach kommend in Homburg ein. In den Tagen danach kam es zu Plünderungen.
Nach dem Krieg lag die Stadt Homburg zunächst in der französischen Besatzungszone; von 1946 bis Ende 1956 wurde sie Teil des Saarprotektorats.
Am 8. März 1947 wurde unter dem Patronat der Universität Nancy ein Institut d’Études Supérieures de Hombourg eröffnet, aus dem 1948 die Universität des Saarlandes hervorging. Heute befinden sich in Homburg die Medizinische Fakultät und das Universitätsklinikum der Universität des Saarlandes.
1978 begann die Altstadtsanierung und Innenstadterneuerung mit der Anlegung von Fußgängerzonen, Plätzen und Brunnen.

### Eingemeindungen
Im Jahr 1913 wurde die bis dahin selbständige Gemeinde Beeden-Schwarzenbach eingegliedert. Am 1. April 1936 kam die Gemeinde Erbach-Reiskirchen hinzu, ferner am 1. April 1938 die Gemeinde Bruchhof-Sanddorf. Im Zuge der Gebiets- und Verwaltungsreform wurden die Gemeinden Einöd, Jägersburg, Kirrberg und Wörschweiler am 1. Januar 1974 eingemeindet.

### Einwohnerstatistik
| Homburg: Einwohnerzahlen von 1679 bis 2024 | Homburg: Einwohnerzahlen von 1679 bis 2024 | Homburg: Einwohnerzahlen von 1679 bis 2024 | Homburg: Einwohnerzahlen von 1679 bis 2024 | Homburg: Einwohnerzahlen von 1679 bis 2024 |
| --- | ------------------------------------------ | ------------------------------------------ | ------------------------------------------ | ------------------------------------------ |
| Jahr |                                            |                                            |                                            | Einwohner                                  |
| 1679 | 1679                                       |                                            | 5.000                                      | 5.000                                      |
| 1714 | 1714                                       |                                            | 5.000                                      | 5.000                                      |
| 1814 | 1814                                       |                                            | 2.900                                      | 2.900                                      |
| 1816 | 1816                                       |                                            | 3.000                                      | 3.000                                      |
| 1876 | 1876                                       |                                            | 3.600                                      | 3.600                                      |
| 1905 | 1905                                       |                                            | 9.400                                      | 9.400                                      |
| 1908 | 1908                                       |                                            | 10.000                                     | 10.000                                     |
| 1935 | 1935                                       |                                            | 20.000                                     | 20.000                                     |
| 1938 | 1938                                       |                                            | 20.100                                     | 20.100                                     |
| 1945 | 1945                                       |                                            | 19.600                                     | 19.600                                     |
| 1961 | 1961                                       |                                            | 29.725                                     | 29.725                                     |
| 1970 | 1970                                       |                                            | 32.475                                     | 32.475                                     |
| 1973 | 1973                                       |                                            | 33.600                                     | 33.600                                     |
| 1974 | 1974                                       |                                            | 43.100                                     | 43.100                                     |
| 2000 | 2000                                       |                                            | 46.000                                     | 46.000                                     |
| 2005 | 2005                                       |                                            | 44.679                                     | 44.679                                     |
| 2010 | 2010                                       |                                            | 43.808                                     | 43.808                                     |
| 2011 | 2011                                       |                                            | 41.494                                     | 41.494                                     |
| 2015 | 2015                                       |                                            | 41.974                                     | 41.974                                     |
| 2018 | 2018                                       |                                            | 41.811                                     | 41.811                                     |
| 2024 | 2024                                       |                                            | 43.382                                     | 43.382                                     |
| Die Einwohnerzahlen 1961 und 1970 ergeben sich aus den Volkszählungen am 6. Juni 1961 und am 27. Mai 1970. Die Angaben ab 2005 entstammen dem Statistischen Landesamt des Saarlandes, 2005: am 31. März, 2010 und 2015ff.: am 31. Dezember. |                                            |                                            |                                            |                                            |

### Konfessionsstatistik
Gemäß Zensus 2011 waren 43,1 % der Bevölkerung katholisch, 30,3 % evangelisch, und 26,5 % gehörten anderen oder keiner öffentlich-rechtlichen Religionsgemeinschaft an. Der Anteil der Protestanten und Katholiken an der Gesamtbevölkerung ist seitdem jährlich um 1 % gesunken. Gemäß dem Zensus 2022 waren 34,2 % der Einwohner katholisch, 23,2 % evangelisch, und 42,6 % waren konfessionslos, gehörten einer anderen Glaubensgemeinschaft an oder machten keine Angabe.

## Politik

### Stadtrat
Der Stadtrat Homburg wurde am 9. Juni 2024 zuletzt gewählt.
Nach dem Austritt von sechs Stadtratsmitgliedern aus der AfD im August und September 2024 verteilen sich die 51 Sitze wie folgt:
- CDU: 16
- SPD: 13
- BFH: 6
- Grüne: 6
- FWG Homburg: 4
- AfD: 3
- Linke: 2
- FDP: 1

Vorhergehende Wahlen
| Partei/Liste         | Wahl 2019 | Wahl 2019 | Wahl 2014 | Wahl 2014 | Wahl 2009 | Wahl 2009 |
| Partei/Liste         | Anteil    | Sitze     | Anteil    | Sitze     | Anteil    | Sitze     |
| -------------------- | --------- | --------- | --------- | --------- | --------- | --------- |
| CDU                  | 26,5 %    | 14        | 31,1 %    | 17        | 34,6 %    | 19*       |
| SPD                  | 21,8 %    | 11        | 36,3 %    | 19        | 32,7 %    | 17        |
| AfD                  | 11,1 %    | 6         | 4,5 %     | 2***      | —         | —         |
| Grüne                | 18,7 %    | 10        | 7,4 %     | 4         | 5,9 %     | 2*        |
| FWG Homburg          | 8,7 %     | 4         | 6,9 %     | 3         | 8,6 %     | 4         |
| Linke                | 8,1 %     | 4         | 7,3 %     | 4         | 10,7 %    | 5         |
| FDP                  | 5,0 %     | 2         | 1,6 %     | 0         | 7,5 %     | 4         |
| Allianz der Vernunft | —         | –         | 4,9 %     | 2**       | –         | –         |
| Wahlbeteiligung      | 60,7 %    | 60,7 %    | 54,0 %    | 54,0 %    | 52,0 %    | 52,0 %    |

### Oberbürgermeister
Seit der Verwaltungsreform von 1974 hat Homburg einen Oberbürgermeister, zuvor einen Bürgermeister. Die Wahl findet seit 1996 als Direktwahl statt, zuvor wählte der Stadtrat den Oberbürgermeister. Die reguläre Amtszeit beträgt 10 Jahre – das ist länger als in allen anderen deutschen Bundesländern.
Seit 1. Oktober 2024 ist Michael Forster (CDU) Oberbürgermeister. Er setzte sich in der Stichwahl am 23. Juni 2024 mit 63,97 % der abgegebenen Stimmen gegen den SPD-Landtagsabgeordneten Pascal Conigliaro durch, auf den 36,03 % entfielen.
Zuvor war Rüdiger Schneidewind (SPD) ab 1. Oktober 2014 Oberbürgermeister von Homburg. Er war aus der Stichwahl am 8. Juni 2014 mit einer Wahlbeteiligung von 41,6 Prozent (13.886 gültige Stimmen) mit 55,6 Prozent (7.721 Stimmen) gegen Peter Fuchs 44,4 % (6.165 Stimmen) als Sieger hervorgegangen. Aufgrund einer Verurteilung wegen Untreue im Amt zu einer Bewährungsstrafe von 15 Monaten durch das Landgericht Saarbrücken war er seit März 2019 von seinem Amt suspendiert. Von 2019 bis 2024 wurde er vom damaligen Bürgermeister Michael Forster (CDU) vertreten. Am 28. November 2021 scheiterte ein Abwahlverfahren gegen den suspendierten Oberbürgermeister Rüdiger Schneidewind. Angesichts der Zahl der Wahlberechtigten in Höhe von 32.355 wären 9.707 Ja-Stimmen für das Abwahlverfahren erforderlich gewesen, die Zahl der Abwahlbefürworter betrug jedoch tatsächlich am Wahlabend 9.366. Die Zahl derer, die mit Nein stimmten betrug 3.118. Die Wahlbeteiligung lag bei 38,75 Prozent. Im März 2022 trat Schneidewind aus der SPD aus.

### Wappen
Das erste Siegel (Nachweis 1699) stammt aus der Zeit der französischen Besetzung seit 1680. Als Wappen zeigt es unter Schildhaupt mit drei bourbonischen Lilien einen Baum auf Boden; aus dieser Zeit gibt es auch eine Reliefplatte mit dem Baum allein. In dem mit 1700 datierten Stadtgerichtssiegel – nun unter nassauischer Herrschaft – steht in einem gekrönten und von zwei Löwen gehaltenen Schild ein bewurzelter Baum.
Der Baum wird wohl richtig als Lebensbaum und Symbol der Neugestaltung Homburgs seit 1680 betrachtet.
Als Laubbaum erscheint er bei der Wappengenehmigung am 3. August 1842 durch König Ludwig von Bayern.
Der heutige stilisierte Baum geht auf die Darstellung Otto Hupps aus dem Jahre 1937 zurück; eine Neuverleihung war nicht erforderlich.
Hupp ließ zunächst die Frage offen, ob der Baum eine Buche oder eine Linde darstellen soll, entschied sich dann aber für eine Linde, da man erzählte, Homburg habe früher den Zusatz „bei der Linde“ getragen.
Unmittelbar nach dem Zusammenschluss der Stadt Homburg mit den früheren Gemeinden Einöd, Jägersburg, Kirrberg, Wörschweiler zum 1. Januar 1974 hat der Rat der neuen Gebietskörperschaft am 18. Januar 1974 beschlossen, das traditionelle Wappen zur Neuverleihung zu beantragen.
Am 11. Oktober 1974 folgte schließlich die Genehmigung durch das Ministerium des Innern in Saarbrücken.
Das Wappen wird wie folgt beschrieben: „In Silber auf grünem Hügel ein grüner Lindenbaum mit einundzwanzig Blättern.“

### Städte- und Gemeindepartnerschaften
Homburg unterhält Städte- und Gemeindepartnerschaften mit dem französischen La Baule-Escoublac (seit 1984), mit dem thüringischen Ilmenau (seit 1989) und mit dem italienischen Albano Laziale (seit 2018).

### Parteien
Es existieren Stadt- bzw. Ortsverbände von CDU, SPD, FWG, FDP, Bündnis 90/Die Grünen, der Linken, der Familienpartei und der AfD.

## Wirtschaft und Infrastruktur
Homburg ist Standort vieler Unternehmen von überregionalem und internationalem Ruf, z. B. Reifenindustrie, Kfz-Zulieferer, Metallfertigung, Bierbrauerei. Die Stadt bietet bei nur 42.000 Einwohnern 32.000 sozialversicherungspflichtige Arbeitsplätze. In der Arbeitsplatzdichte liegt Homburg bundesweit auf Platz 11.

### Verkehr

#### Straßenverkehr
Homburg ist durch die Bundesautobahnen 6 (Saarbrücken – Waidhaus) und 8 (Perl (Mosel) – Bad Reichenhall) sowie die Bundesstraße 423 (von der deutsch-französischen Grenze bei Mandelbachtal – Altenglan) an das überregionale Straßennetz angebunden. In Homburg verlaufen 17 Landesstraßen im Stadtgebiet, darunter 6 in 1. Ordnung und 11 in 2. Ordnung

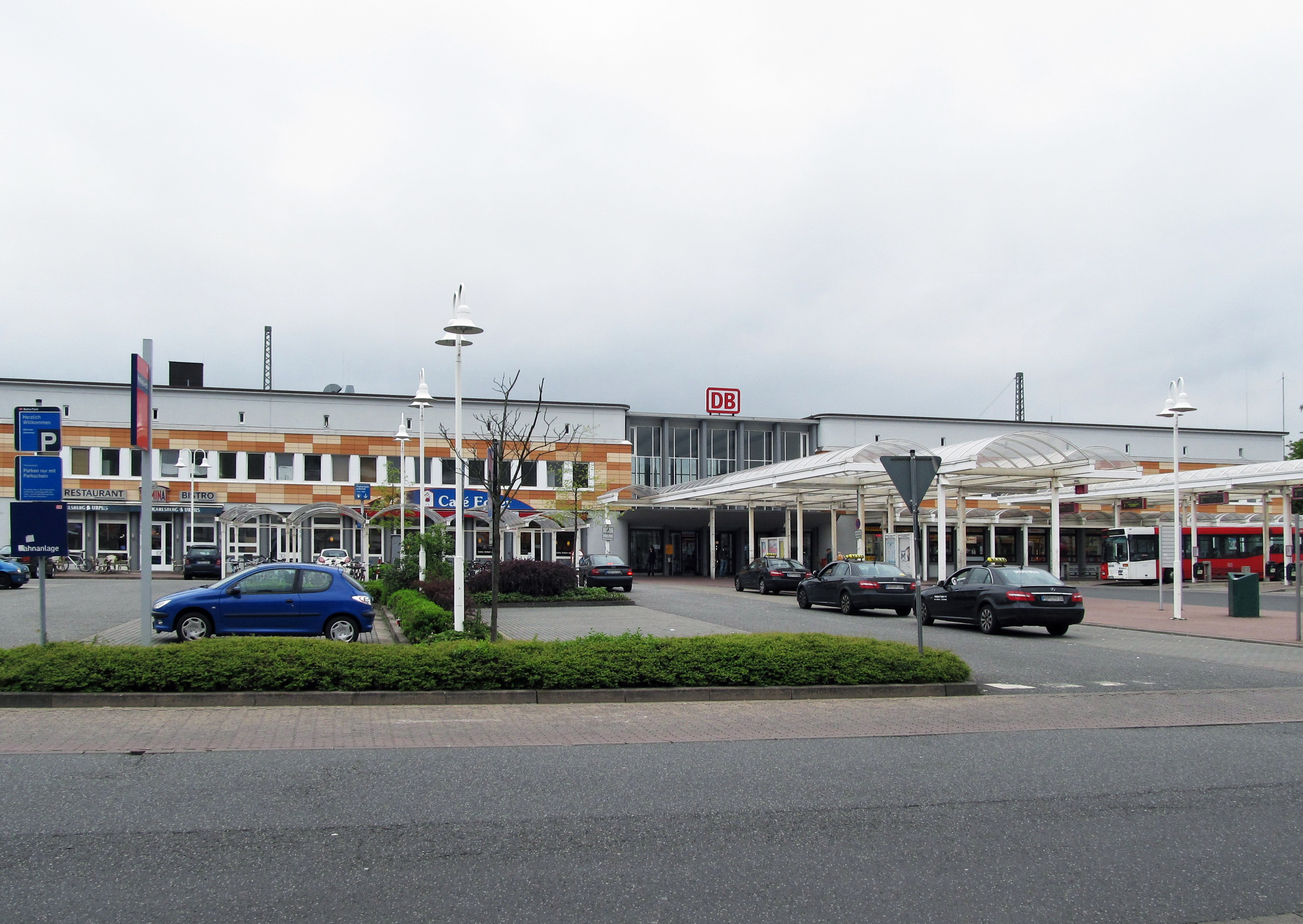
Der Homburger Hauptbahnhof

#### Eisenbahn
Der Hauptbahnhof Homburg (Saar) war bis 2007 Systemhalt für ICE-Züge nach Frankfurt am Main, Dresden und Norddeutschland sowie EC/IC-Züge nach Paris, Frankfurt am Main, Stuttgart und Salzburg. Mit Einführung des durchgehenden ICE-Verkehrs Frankfurt-Paris verlor Homburg alle ICE-Halte bis auf die Verbindung nach Dresden bzw. nach Stuttgart; Proteste der Reisenden waren die Folge.
Ein gut ausgebauter Schienenpersonennahverkehr (SPNV) verbindet Homburg mit Kaiserslautern (Pfälzische Ludwigsbahn), Saarbrücken (ebenfalls Pfälzische Ludwigsbahn) und Trier (Saarstrecke) sowie Neunkirchen und Illingen (Pfälzische Ludwigsbahn/Fischbachtalbahn/Primstalbahn).
Die S-Bahn RheinNeckar verbindet Homburg mit den Oberzentren Kaiserslautern, Ludwigshafen am Rhein, Mannheim, Heidelberg und Karlsruhe. Für die S-Bahn musste die Stadt Homburg bislang nichts zahlen.
Neben dem Tarif des SaarVV gilt in Homburg der „Übergangstarif Westpfalz/östliches Saarland“. Der Tarif des angrenzenden Verkehrsverbundes Rhein-Neckar gilt nur zur Durchfahrt. Ein Beitritt Homburgs zum VRN würde die Stadt jährlich etwa 200.000 € kosten.
Inzwischen stillgelegt wurden die Glantalbahn nach Bad Münster und die Bahnstrecke Homburg–Zweibrücken, für letztere ist die Reaktivierung seit 2020 beschlossen. Einöd besaß einen in den 1980er Jahren aufgelassenen Bahnhof an der Bahnstrecke Landau–Rohrbach und erhielt 2009 dort wieder einen Haltepunkt. Beeden und Schwarzenacker verfügten über je einen Haltepunkt an der Strecke nach Zweibrücken, Jägersburg besaß einen Bahnhof an der Glantalbahn. Ab 1866 war der Bahnhof Schwarzenacker Eisenbahnknotenpunkt, als die Würzbachbahn nach Hassel eröffnet und ein Jahr später nach St. Ingbert durchgebunden wurde.

### Ansässige Unternehmen

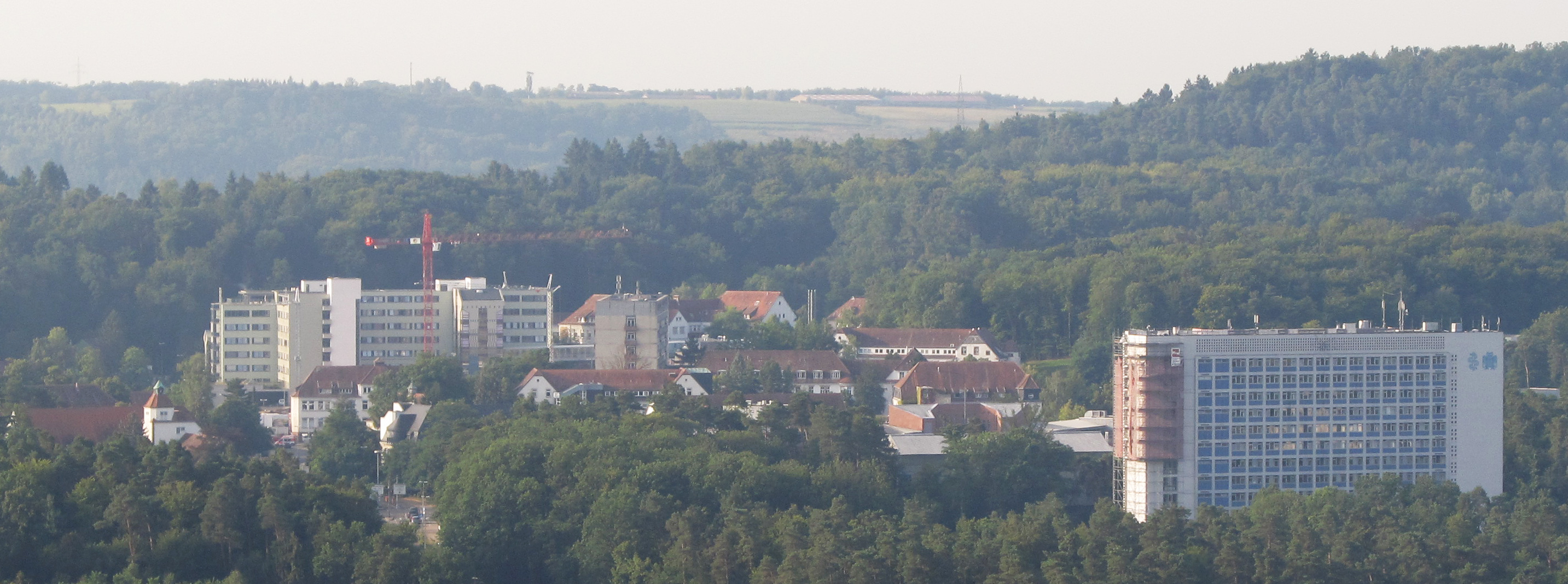
Blick auf das Universitätsklinikum des Saarlandes

Die Inneren Medizin I in der Uniklinik

Großbetriebe mit Anzahl der Beschäftigten (Stand 2008):
- Robert Bosch GmbH, drei Werke, inkl. Hydraulikkomponenten der Bosch Rexroth AG und der Prüftechnik der Moehwald GmbH; Einspritzsysteme für Dieselmotoren (Common Rail) u. a.: 5600 Mitarbeiter, Stand Jan. 2017
- Universitätsklinikum des Saarlandes: Gesundheitswesen, Mitarbeiter: 5500
- Schaeffler Technologies AG (INA-Werke/Schaeffler): Wälzlager, Nadellager etc.; Mitarbeiter: 2400
- Michelin: Lkw-Reifen, Mitarbeiter: 1300
- Thyssenkrupp Gerlach GmbH: Gesenkschmiede, geschmiedete Kurbelwellen (700 Mitarbeiter, Stand Jan. 2017)
- Karlsberg Brauerei: Bier und Biermischgetränke, Mitarbeiter: 1100, davon 700 in Homburg
- Dr. Theiss Naturwaren: Naturheilmittel und Naturpflegeprodukte, Mitarbeiter: 2000, davon 510 in Homburg[38]
- Saar-Blankstahl: Überrest des ehemaligen Neunkircher Eisenwerks, mit damals ca. 4000 Mitarbeitern einstmals größter Arbeitgeber der Stadt, heute Tochtergesellschaft von Saarstahl, Mitarbeiter: 200

Homburg ist Sitz der Kreissparkasse Saarpfalz (394 Mitarbeiter) sowie der Volks- und Raiffeisenbank Saarpfalz (159 Mitarbeiter).

### Behörden und Kommunalunternehmen
Neben der Verwaltung des Saarpfalz-Kreises und der Stadt selbst befinden sich noch weitere Behörden und Kommunalunternehmen in der Stadt, darunter Agentur für Arbeit, Finanzamt, Polizeiinspektion, Zollamt, Staatliches Hochbauamt und die Stadtwerke Homburg.

### Justizwesen
In der Stadt befindet sich das Amtsgericht Homburg, das zum Landgerichtsbezirk des Landgerichts Saarbrücken- und OLG-Bezirk des Saarländischen Oberlandesgerichts in Saarbrücken gehört. Die Stadt ist auch Sitz der Saarländischen Notarkammer.

### Bildungseinrichtungen
In der Stadt ist die Medizinische Fakultät der Universität des Saarlandes beheimatet mit dem Universitätsklinikum sowie einem angegliederten Schulzentrum mit elf Schulen für Gesundheitsfachberufe. Weiterhin gibt es fünf Grundschulen, zwei Gemeinschaftsschulen: Gemeinschaftsschule Neue Sandrennbahn und Robert Bosch Gemeinschaftsschule sowie drei Gymnasien: Saarpfalz-Gymnasium, Gymnasium Johanneum und das Christian von Mannlich-Gymnasium. Das Berufsbildungszentrum BBZ Homburg in der Nähe des Hauptbahnhofes besteht aus mehreren Berufsfachschulen und Fachoberschulen sowie einem Oberstufengymnasium. Auf dem Gelände des Uniklinikums befindet sich die 1953 als „Saarländisches Körperbehindertenheim“ gegründete „Staatliche Förderschule körperliche und motorische Entwicklung – Schule am Webersberg“, an der etwa 140 Schüler aus dem ganzen Saarland in drei Bildungsgängen Förderung erhalten.
In Stadtteil Schwarzenbach befindet sich ein Jugenddorf und Berufsbildungswerk vom CJD

### Freizeit- und Sportanlagen
- Waldstadion Homburg
- Sportzentrum Homburg/Erbach
- Auf dem Gelände des Websweilerhofes befindet sich eine 18-Loch Golfanlage.
- KOI-Kombibad am Johannishof.
- Minigolfanlagen in Homburg und Jägersburg.
- Anlagen des Stadtparks, darunter Wasserspielplatz, Skatepark, Beachvolleyball-Feld, Discgolf.

## Kultur und Sehenswürdigkeiten

### Museen
- Römermuseum Schwarzenacker inklusive Edelhaus mit Barockgarten und Gemälde von Johann Christian von Mannlich
- Burg- und Schlossmuseum Jägersburg in der historischen Gustavsburg

### Bauwerke

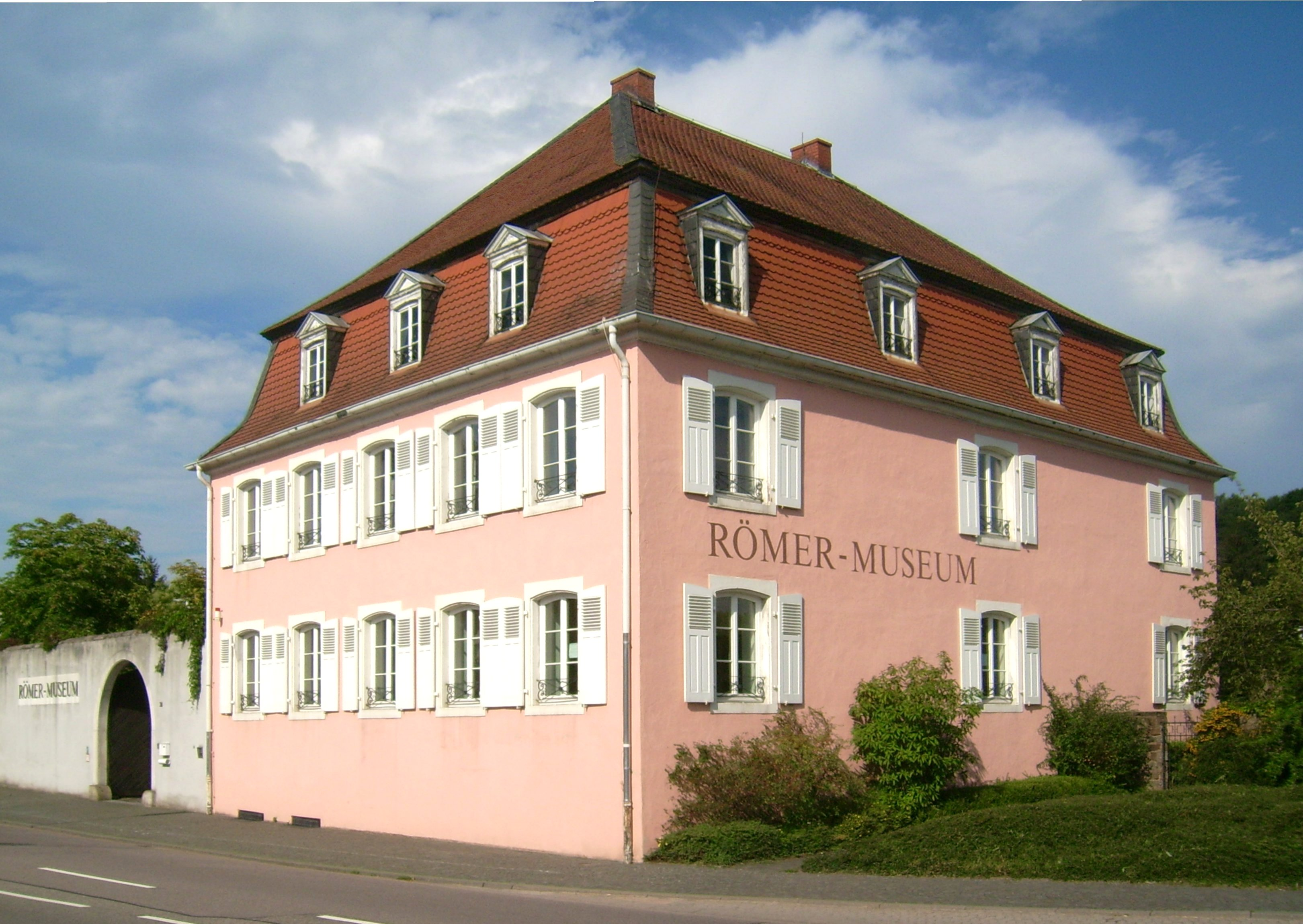
Edelhaus
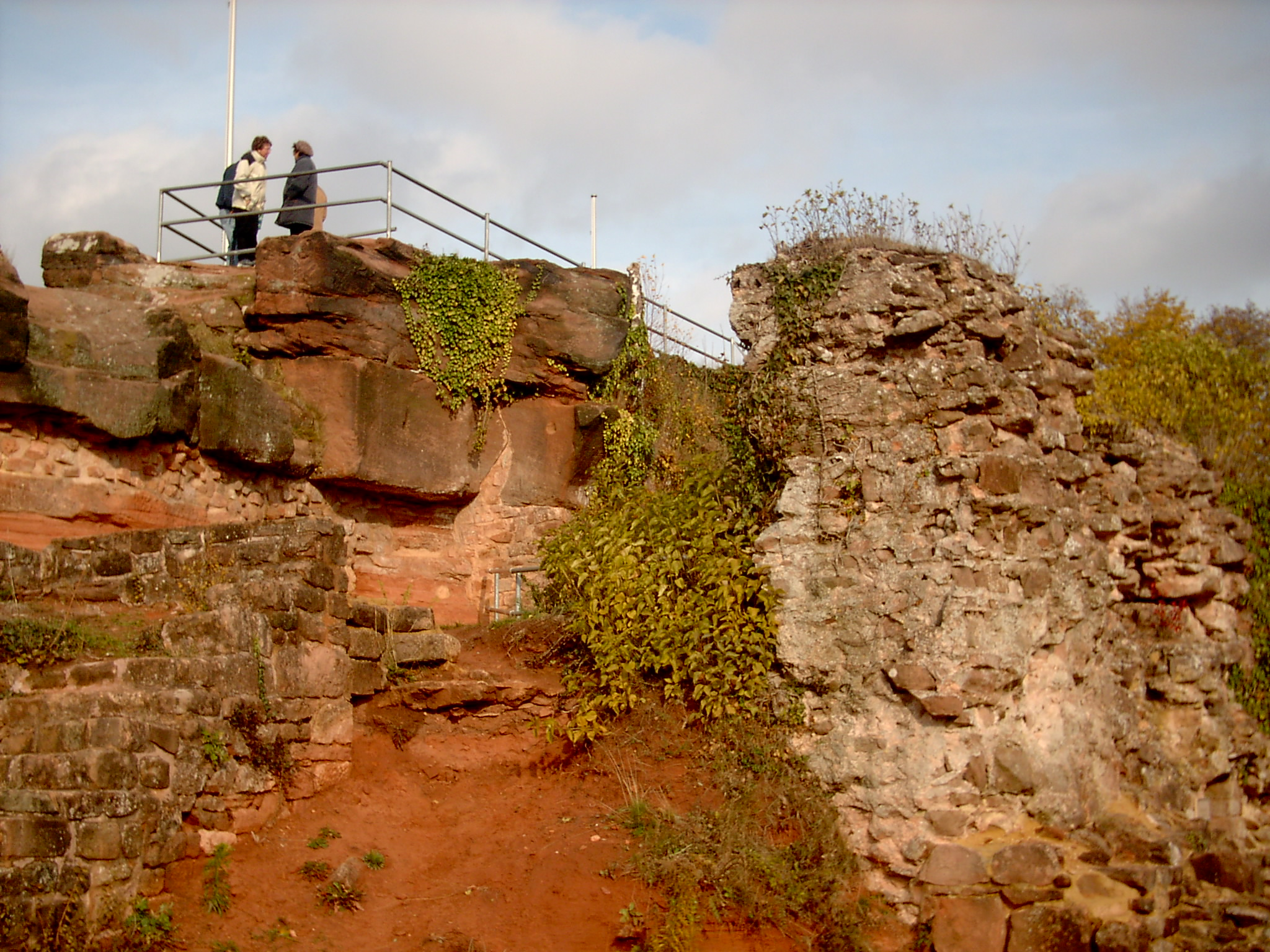
Ruine der Festung Hohenburg, die Homburg ihren Namen verliehen hat
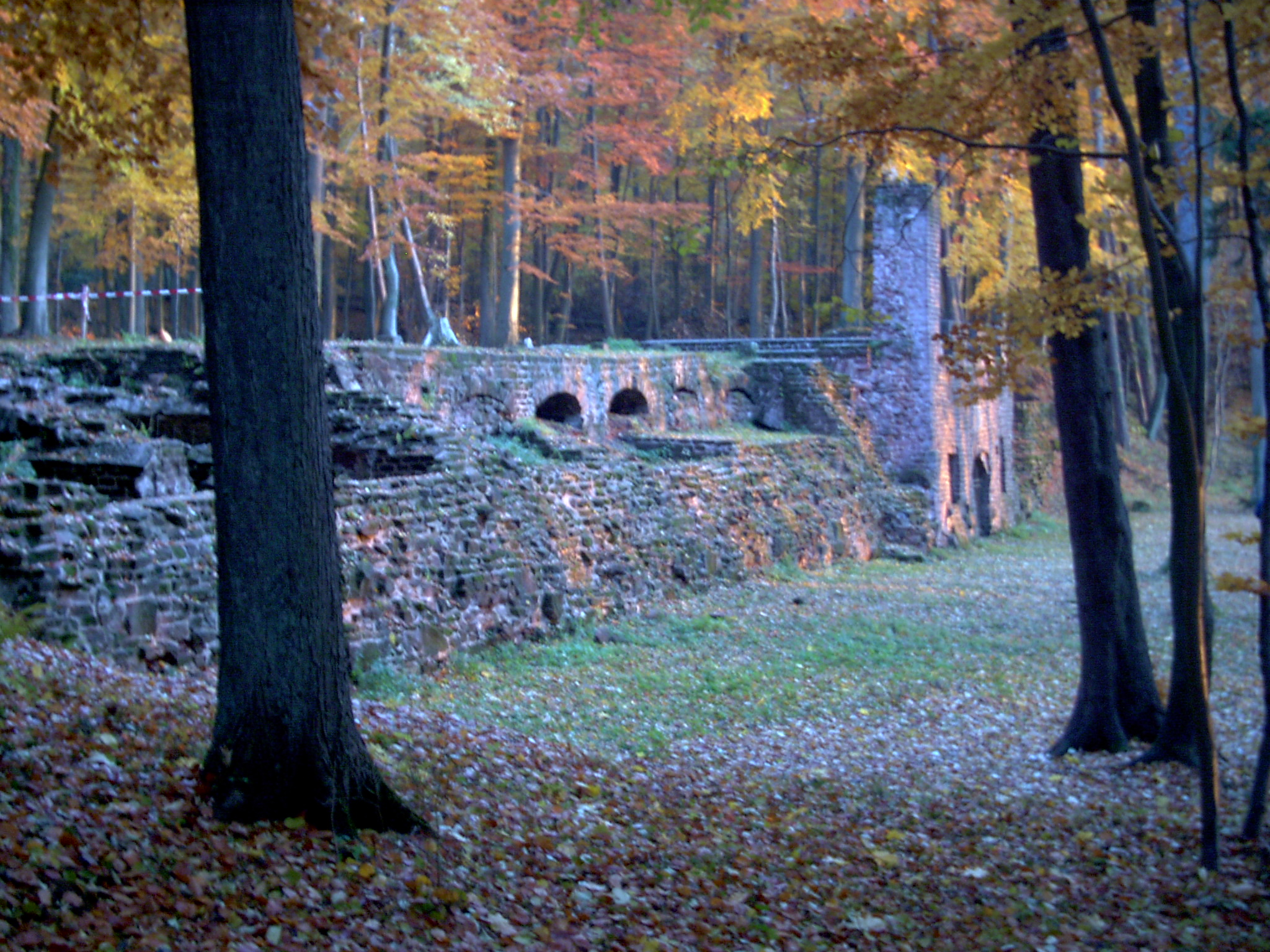
Ruine der Orangerie von Schloss Karlsberg
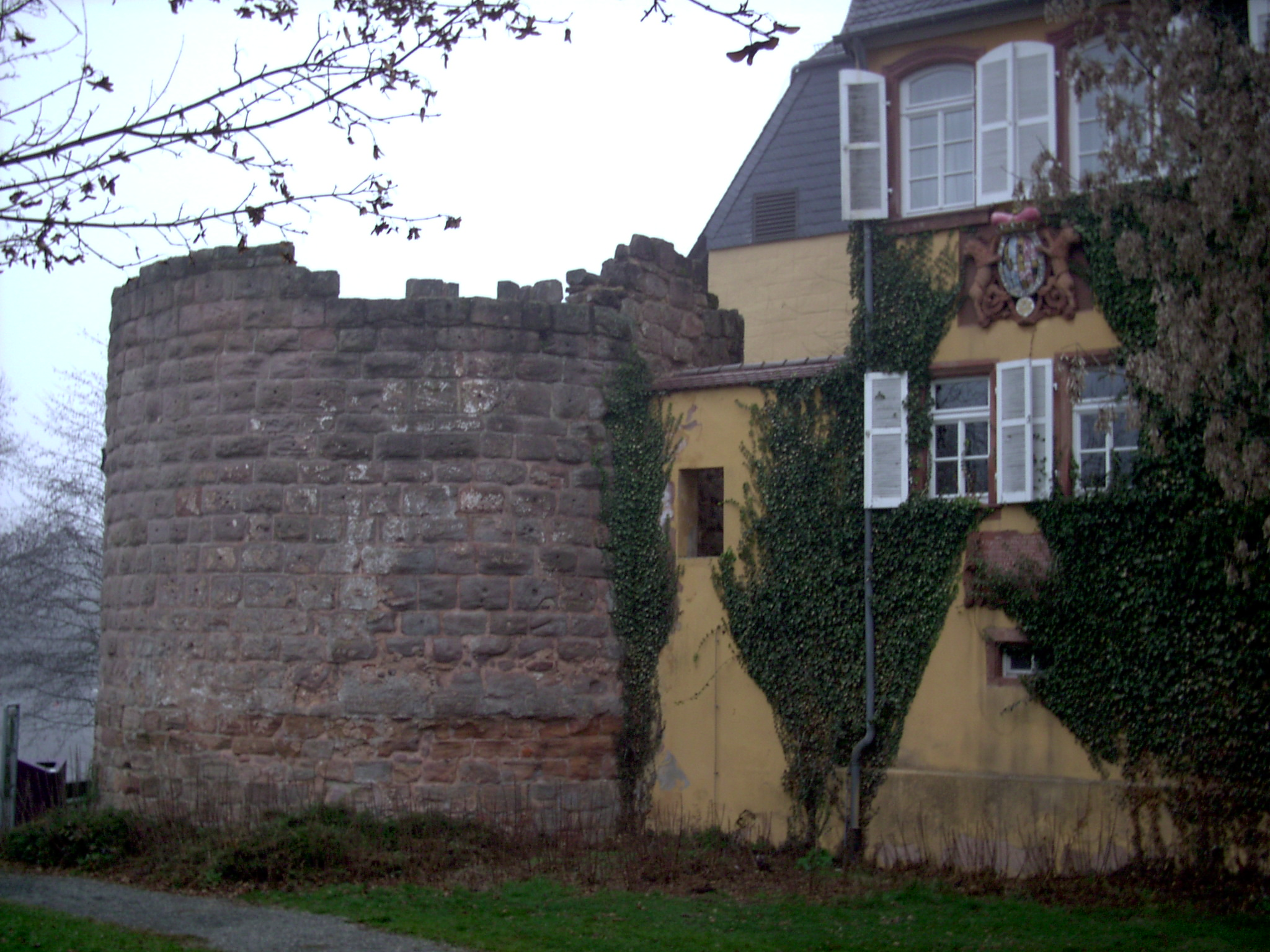
Gustavsburg in Jägersburg
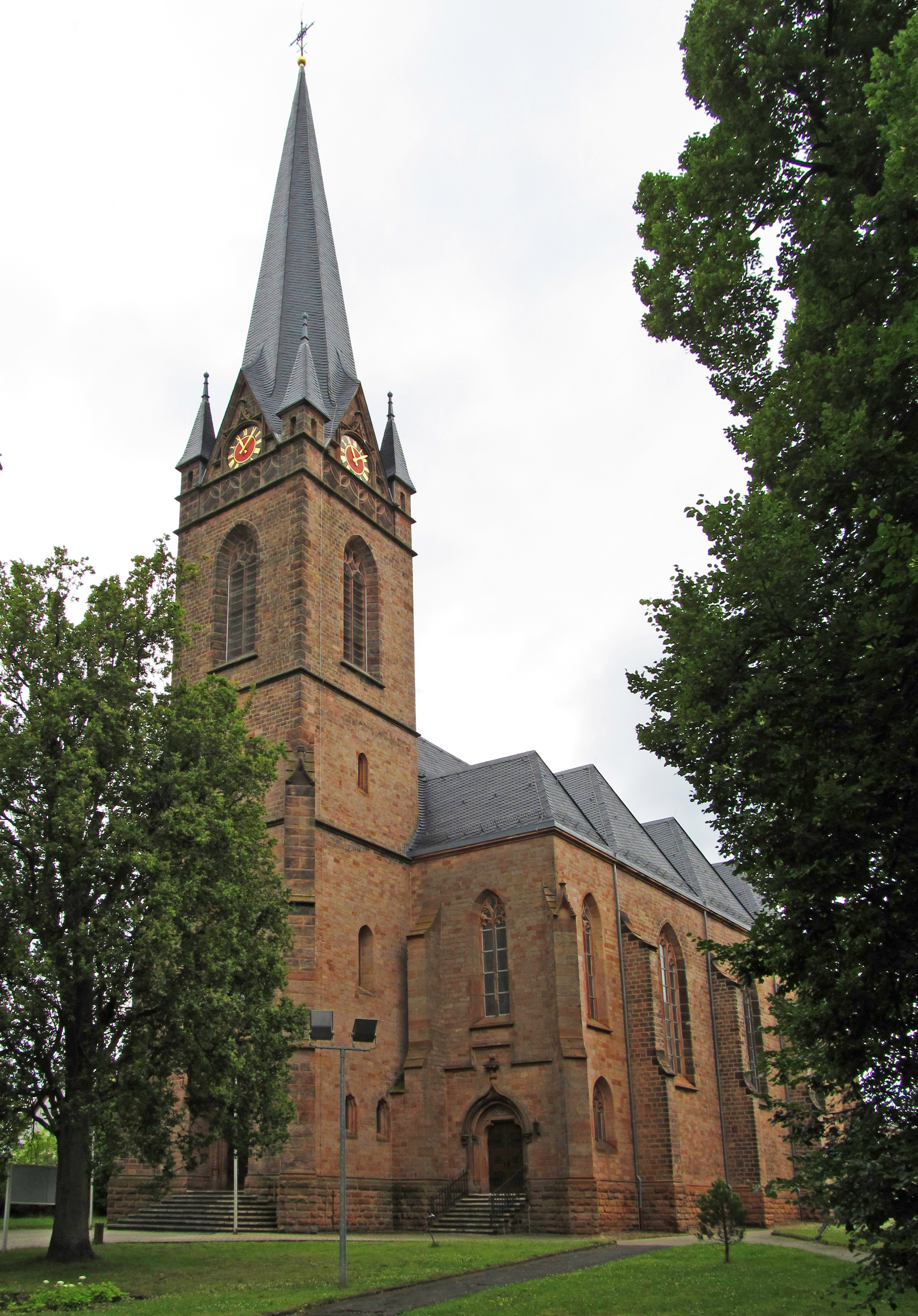
St. Andreas in Erbach

- Festungsruine Hohenburg

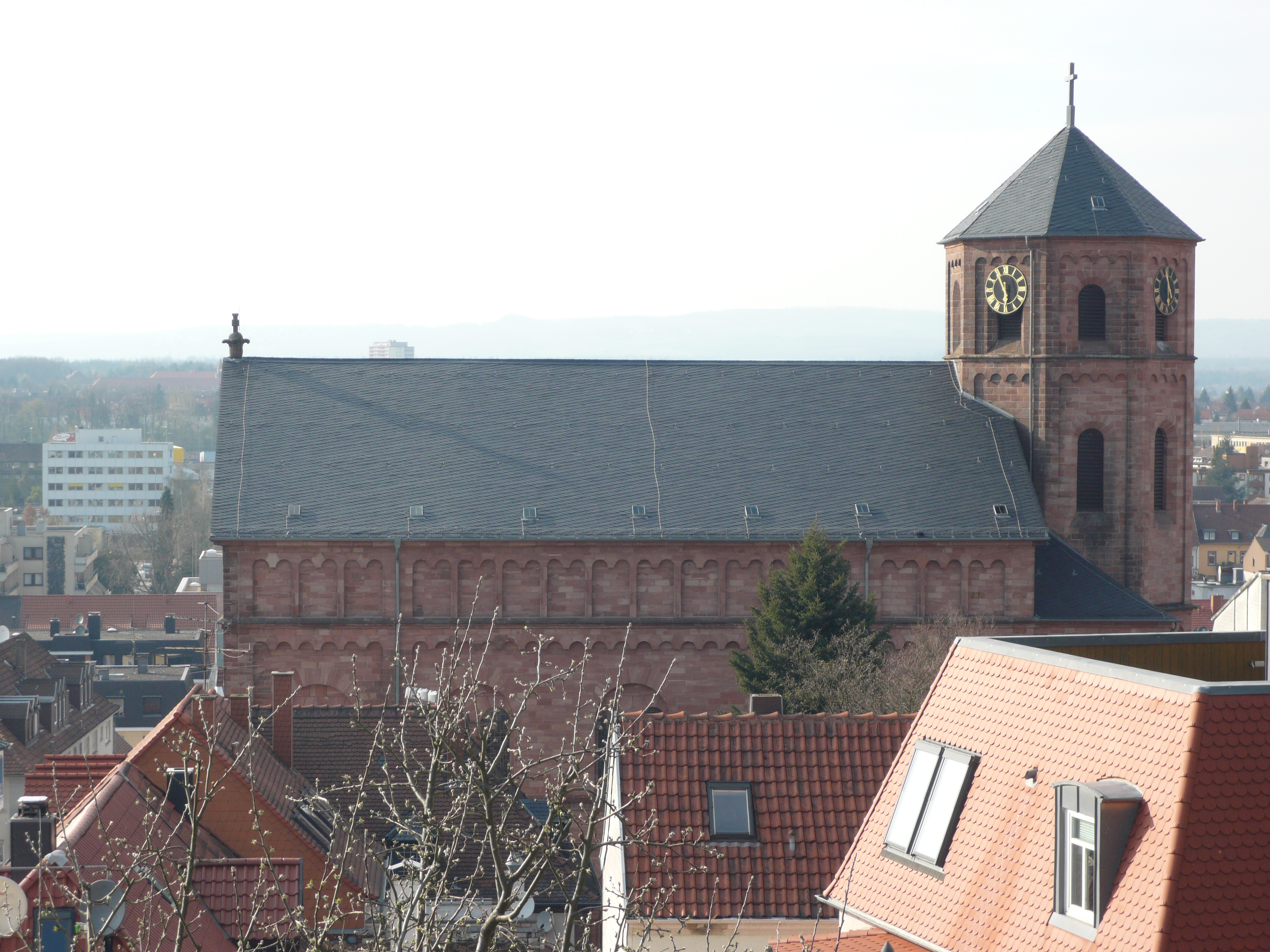
Die katholische Pfarrkirche St. Michael

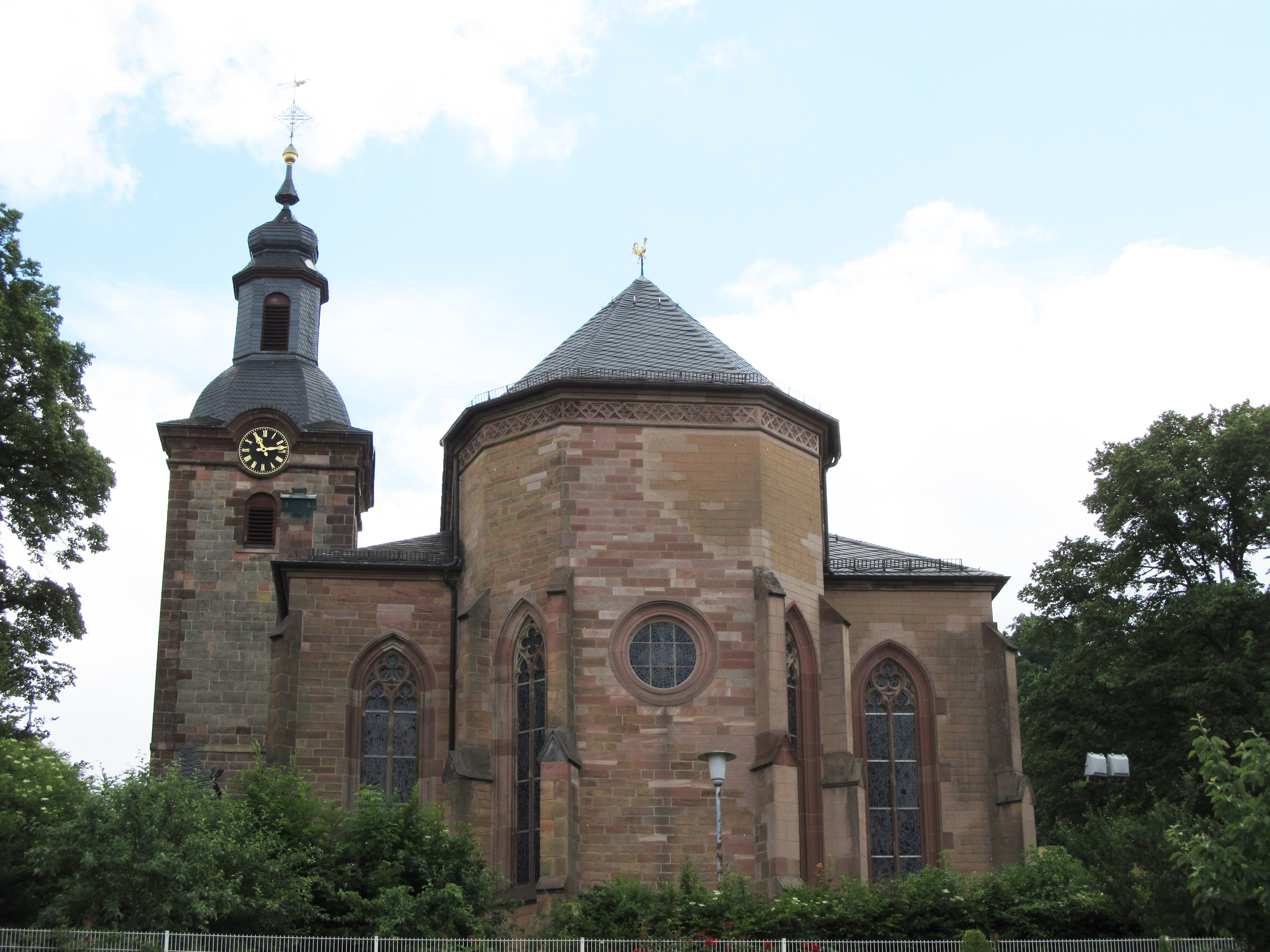
Die protestantische Stadtkirche

- Die katholische Pfarrkirche St. Michael, erbaut 1836–41 im neuromanischen Stil.
- Die protestantische Stadtkirche, Turm erbaut 1779–85 im Barockstil, Kirchenschiff erbaut 1871–74 im neugotischen Stil.
- Römermuseum Schwarzenacker
- Pfälzische Heil- und Pflegeanstalt, Erbauer Heinrich Ullmann (1872–1953), ein damals modernes Jugendstil-Gesamtkunstwerk, heute Medizinische Fakultät der Universität des Saarlandes.
- Schlossberghöhlen – Europas größte Buntsandsteinhöhlen mit mächtigen Kuppelhallen und kilometerlangen Gängen in drei Stockwerken übereinander sind ein einzigartiges Naturdenkmal. Die Höhlen gehörten zu der mittelalterlichen Hohenburg, die in der frühen Neuzeit zur Festung ausgebaut und 1714 schließlich geschleift wurde. Erst 1932 wurden die Höhlen wiederentdeckt. Im Zweiten Weltkrieg dienten sie der Homburger Bevölkerung als Schutz vor Fliegerangriffen. Heute ist es möglich, einen Teil der Höhlen in Führungen zu besichtigen.
- Im Stadtteil Erbach die katholische Pfarrkirche St. Andreas mit Ausstattung von Wilhelm Schulte I., erbaut 1902–1906 im neugotischen Stil.
- Im Stadtteil Wörschweiler befindet sich die Ruine des großen mittelalterlichen Klosters Wörschweiler.
- Gustavsburg im Ortsteil Jägersburg
- Ruine Schloss Karlsberg im Ortsteil Sanddorf

### Natur

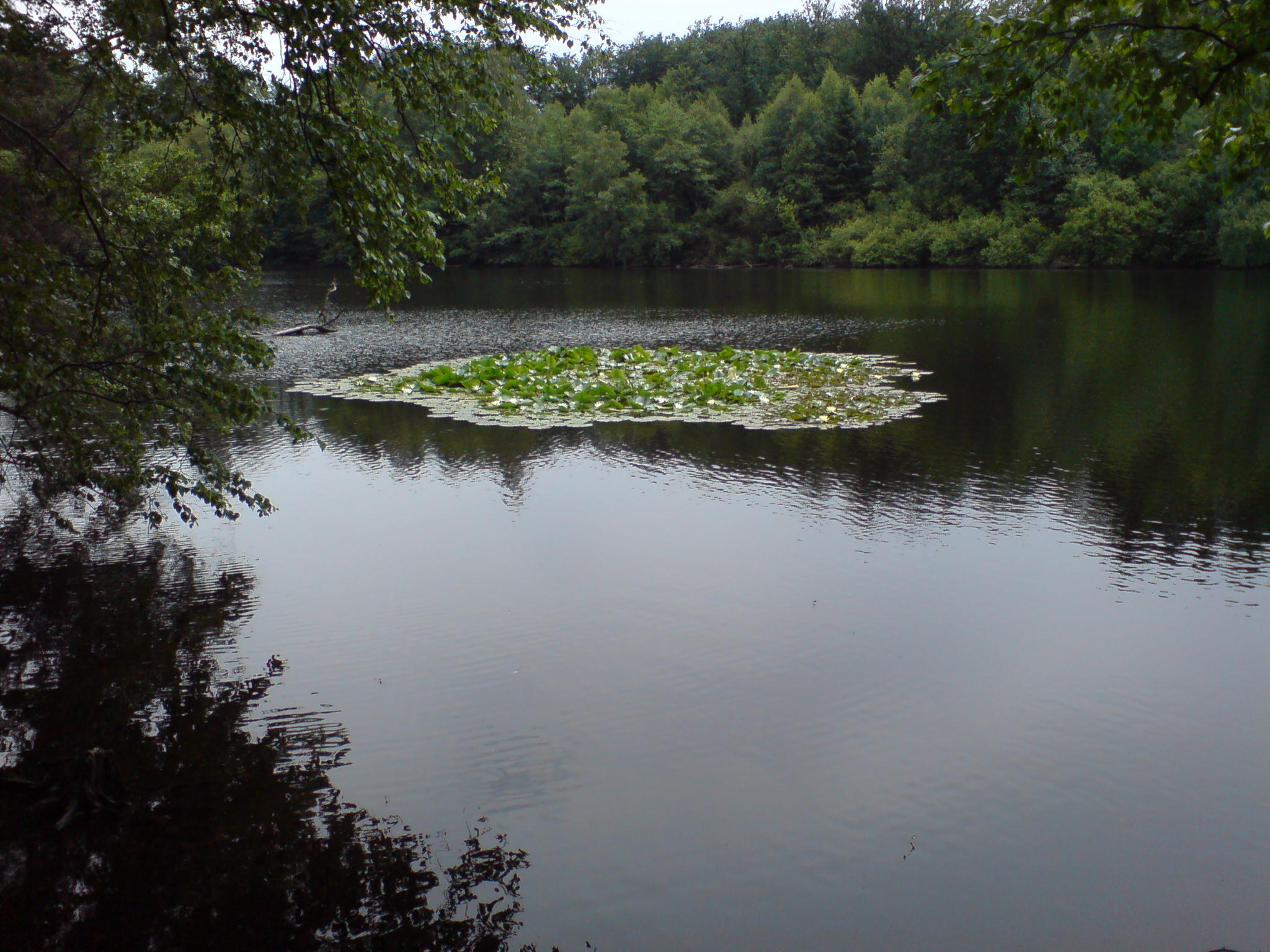
Der Spickelweiher im Königsbruch bei Homburg

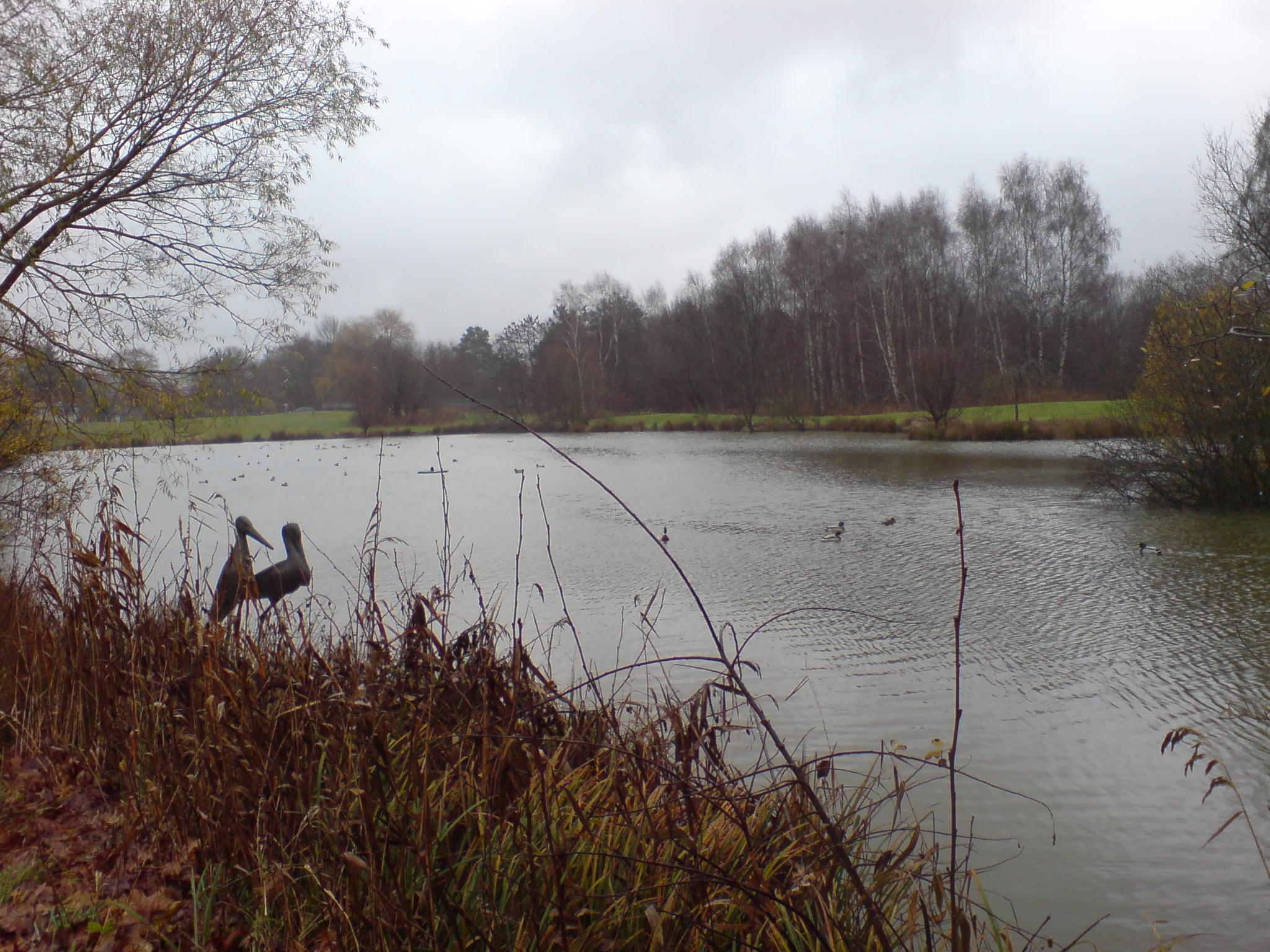
Der große Weiher im Homburger Stadtpark

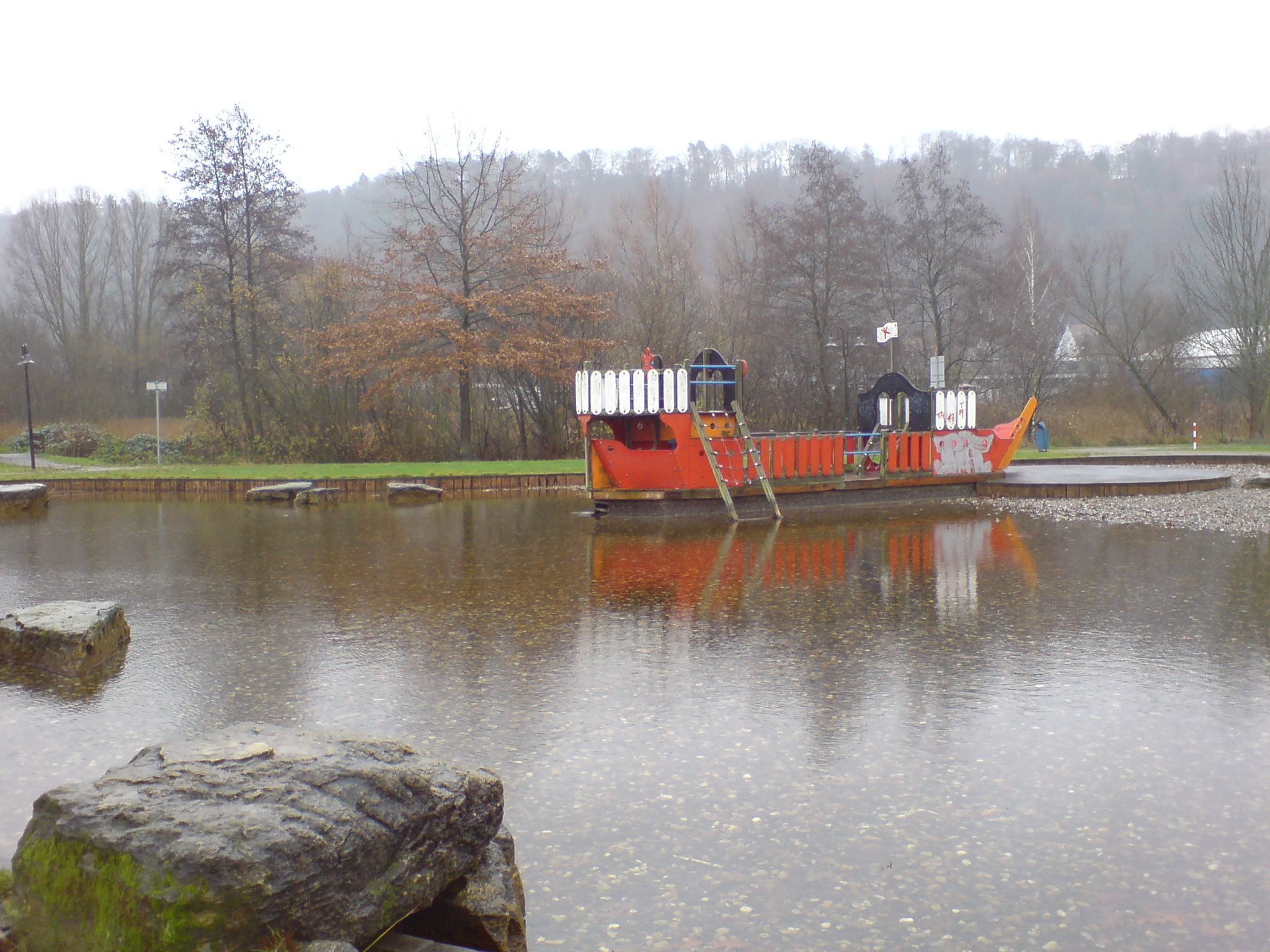
Der kleine Weiher im Stadtpark mit Piratenschiff

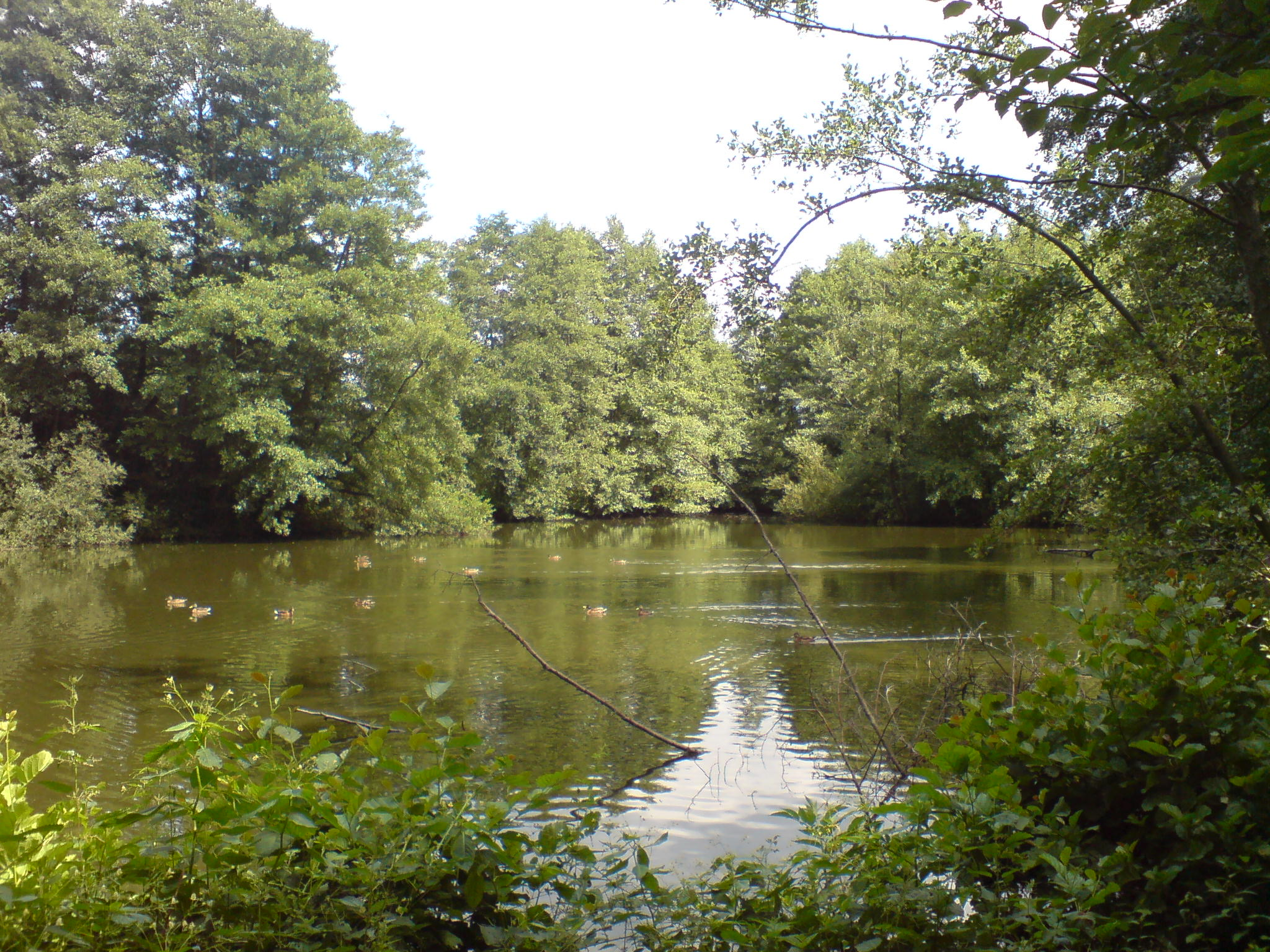
Das Beeder Brünnchen

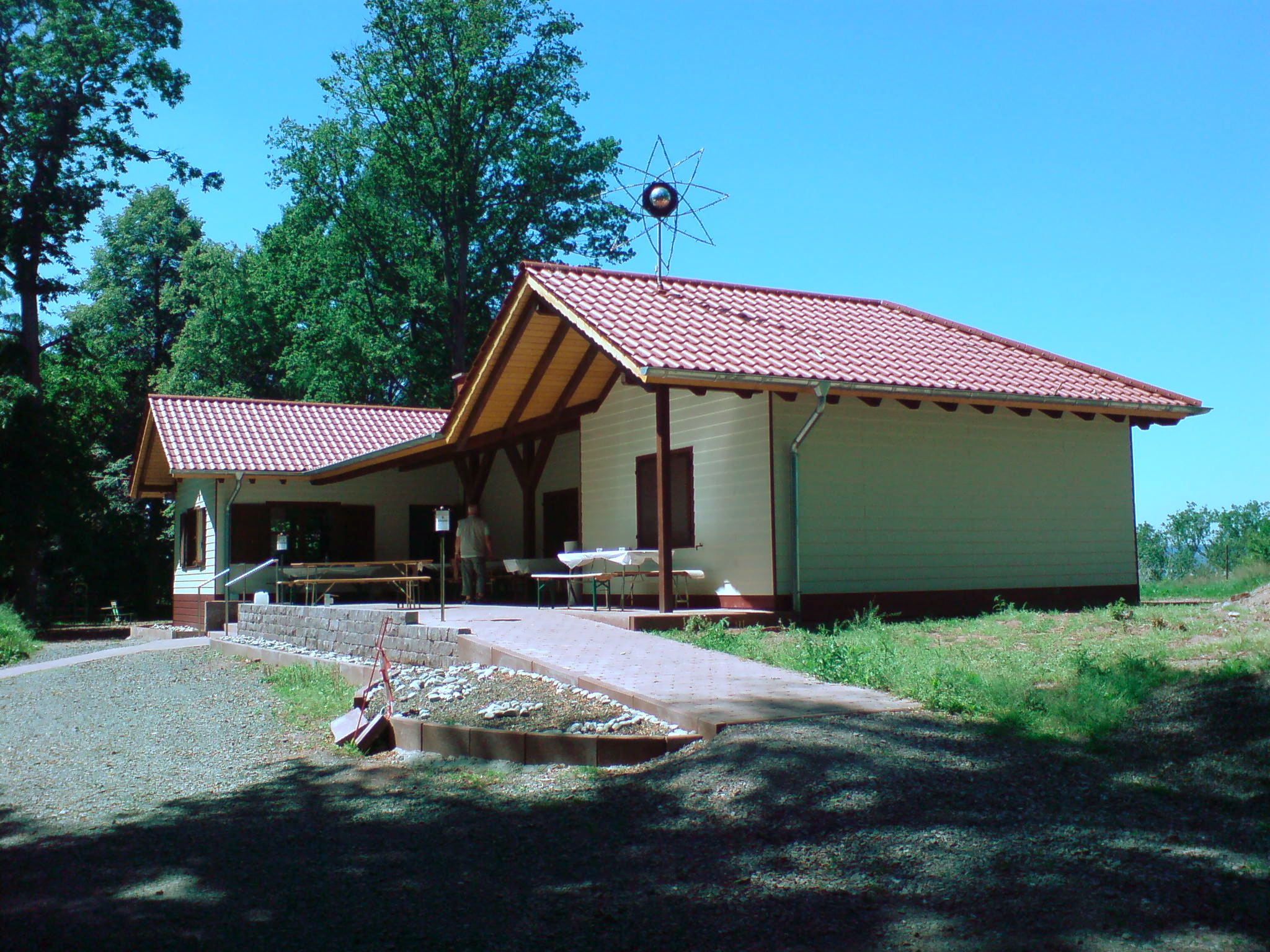
Die Kehrberghütte des Pfälzerwald-Vereins auf dem Kehrberg bei Bruchhof

Homburg liegt an den Ausläufern des Pfälzerwaldes und hat eine entsprechend große Waldfläche von 3.549 ha, was einem Anteil von 43 % an der Gesamtfläche entspricht.
Auf dem Stadtgebiet sind fünf Naturschutzgebiete ausgeschrieben mit einer Gesamtfläche von 3.686 ha (44,6 %): das Closenbruch (zwischen Sanddorf, Bruchhof, Erbach und Homburg), der Jägersburger Wald mit dem angrenzenden 600 ha großen Königsbruch (zwischen Erbach, Bruchhof, Eichelscheid, Vogelbach, Eichelscheiderhof, Waldmohr und Jägersburg), das Felsbachtal, der Höllengraben und das Lambsbachtal.
Zur naturnahen Erholung dient der 325 m hohe Schlossberg mit Spazierwegen, Aussichtspunkten, Spielplatz und den frei zugänglichen Burgruinen. Daneben gibt es den 1982 angelegten Homburger Stadtpark und zwei Naherholungsgebiete: das Naherholungsgebiet Beeden mit Mastau und Beeder Brünnchen sowie das Naherholungsgebiet Jägersburg mit historischer Gustavsburg, Abenteuerpark Homburg (ein Hochseilgarten) und Arboretum. Zudem bietet Homburg ein breites Angebot an Wandermöglichkeiten durch den Kulturpark Homburg wie beispielsweise auf dem Karlsberg mit der Karlslust oder den Kirrberger Rundwanderweg mit der Merburgruine. Homburg ist gut an das überregionale Wanderwegenetz angeschlossen. So liegt Homburg am Verlauf des Saarland-Rundwanderweges, des Fernwanderweges Saar-Rhein-Main und am Westpfalz-Wanderweg Nummer 8, dem Saarpfalz-Wanderweg. Auch die Nordroute der Pfälzer Jakobswege führt von Speyer her kommend durch den Ortsteil Kirrberg – wohl wegen der dortigen Wallfahrtskirche Mariä Himmelfahrt – weiter nach Hornbach.

### Regelmäßige Veranstaltungen
- Floh- und Antiquitätenmarkt (jeden ersten Samstag im Monat)
- HomBuch, Literaturfestival
- Homburger Bockbierfest (zweiter Samstag im November)
- Homburger Keramikmarkt
- Homburger Bauernmarkt
- Homburger Maifest (drittes Wochenende im Mai)
- Jägersburger Strandfest (jährlich erstes Wochenende im Juli)
- Homburger Oktoberfest
- Homburger Nikolausmarkt (Anfang Dezember)
- Christkindlmarkt (Dezember)
- Meisterkonzerte und Theatergastspiele im Saalbau

## Sport
- FC 08 Homburg, Deutscher Amateurmeister 1983, 1. Fußball-Bundesliga 1986–88 und 1989/90, 2. Fußball-Bundesliga 1974–81, 1984–86, 1988/89 und 1990–95, viermaliger Saarlandpokalsieger
- FSV Viktoria Jägersburg
- Homburger Bergrennen

## Persönlichkeiten
Seit 1982 verleiht die Stadt Homburg in unregelmäßigen Abständen die Bürgermedaille an Persönlichkeiten, die sich „in besonderer Weise um die Kreis- und  Universitätsstadt Homburg bleibende Verdienste erworben haben“.

### Ehrenbürger
1895 wurde Otto von Bismarck zu seinem 80. Geburtstag erster Ehrenbürger der Stadt. Seitdem wurden elf Personen zu Ehrenbürgern ernannt, darunter zwei lebende.

## Sonstiges

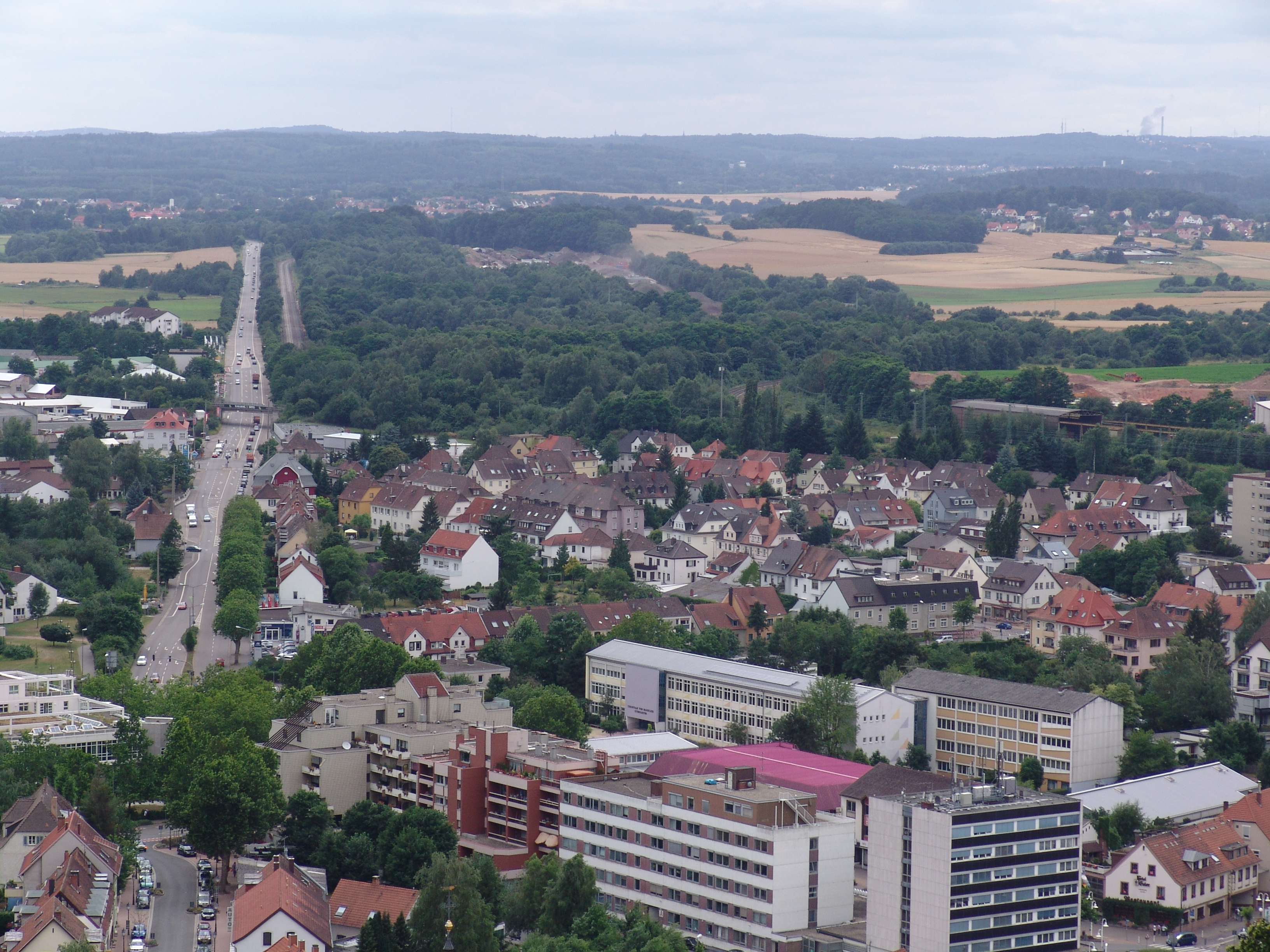
Blick vom Schlossberg Richtung Westen. In der rechten Bildmitte das Wohnviertel, das den inoffiziellen Namen Neukrickenbach trägt.

### Neukrickenbach
Das Wohnviertel im Dreieck zwischen der Eisenbahnlinie nach Saarbrücken, der Bexbacher Straße und der Saarbrücker Straße trägt bei den Homburgern den inoffiziellen Namen Neukrickenbach (lokal: Neikriggebach). Es entstand 1922 durch Ansiedlung von Eisenbahnern (siehe Eisenbahnersiedlung), die hauptsächlich von Krickenbach (nahe Kaiserslautern) zugezogen waren. Mit der einsetzenden Baulust um 1928 wurde das Viertel erschlossen. Die Straßen des Viertels wurden nach Musikern benannt, wahrscheinlich weil die Anwohner die musikalische Tradition aus ihrem Heimatort pflegten.